# لیگ برتر فوتبال انگلستان ۲۰–۲۰۱۹
لیگ برتر فوتبال انگلستان ۲۰–۲۰۱۹ بیست و هشتمین دوره از مسابقات لیگ برتر از زمان تأسیس در سال ۱۹۹۲ بود. باشگاه منچستر سیتی به عنوان مدافع قهرمانی در رقابت‌های این فصل حاضر شد و باشگاه‌های، نوریچ سیتی و شفیلد یونایتد و استون ویلا نیز از دسته چمپیونشیپ به این فصل از لیگ برتر صعود کردند.
در پایان فصل لیورپول برای نخستین بار از سال ۱۹۹۰ و اولین بار در دوره لیگ برتر و در کل نوزدهمین قهرمانی خود را به دست آورد.
در طول فصل، لیورپول تعدادی از رکوردهای لیگ برتر را جابه‌جا کرد؛ از جمله زودهنگام‌ترین قهرمانی (با هفت بازی مانده به پایان فصل)، بیشترین اختلاف امتیاز در هر زمان (۲۵)، و بیشترین برد خانگی متوالی (۲۴؛ از این تعداد ۷ مورد از فصل قبل بوده‌است).
فصل برای باشگاه‌های بورنموث، واتفورد و نوریچ سیتی با سقوط به دسته چمپیونشیپ به پایان رسید.
در پی تصمیم لیگ برتر در ۱۳ مارس ۲۰۲۰، پس از بیماری تعدادی از بازیکنان و سایر کارکنان باشگاه به دلیل بیماری همه گیر COVID-19، این فصل بیش از سه ماه متوقف شد. تعلیق اولیه، تا ۴ آوریل، سپس تا اواسط ژوئن تمدید شد. این فصل با دو مسابقه در ۱۷ ژوئن و برگزاری کامل یک هفته از مسابقات در بازه ۱۹ تا ۲۲ ژوئن از سر گرفته شد.
برای اولین بار در در فوتبال انگلستان در این فصل از سیستم کمک داور ویدئویی (VAR) استفاده شد. همچنین تغییراتی در قوانین تأثیرگذار بر پاس رو به عقب، ضربات پنالتی، خطای هند و تعویض‌ها اعمال شد.

## خلاصه فصل
این فصل از لیگ برتر آغاز یک قرارداد تلویزیونی جدید سه ساله بود. یک تغییر اساسی پخش تلویزیونی هشت مسابقه در ساعت ۱۹:۴۵ روز شنبه توسط اسکای اسپورت بود. بعلاوه، آمازون در دسامبر دو هفته از مسابقات، از جمله دربی مرزیساید را پخش کرد، و این نخستین باری بود که یک هفته کامل از مسابقات زنده پخش داخلی می‌شد.
رقابت تنگاتنگ منچستر سیتی و لیورپول در فصل ۱۹–۲۰۱۸، که به ترتیب با ۹۸ و ۹۷ امتیاز قهرمان و نائب قهرمان لیگ شدند، سبب شد تا بسیاری انتظار یک رقابت نزدیک دیگر برای کسب عنوان قهرمانی را در این فصل داشته باشند. لیورپول فصل را با هشت پیروزی متوالی، قدرتمند آغاز کرد، در حالی که سیتی در هفته پنجم مقابل نوریچ سیتی تازه صعود کرده با نتیجه ۳–۲ شکست خورد. پیروزی ۳–۱ لیورپول مقابل سیتی در آنفیلد، سبب شد تا در پایان هفته دوازدهم، اختلاف دو تیم در بالای جدول به ۸ امتیاز افزایش یابد. لیورپول تا پایان فصل برتری خود را حفظ کرد و در طول فصل، چندین رکورد در تمام دوران لیگ برتر را شکست یا رکوردی برابر را ثبت کرد. قبل از شکست ۳ بر صفر مقابل واتفورد در هفته ۲۸ام، لیورپول ۱۸ پیروزی متوالی را به دست آورد که معادل با رکورد منچسترسیتی در فصل ۱۷–۲۰۱۶ بود. آنها همچنین با ۲۴ برد متوالی خانگی، رکوردی جدید را به ثبت رساندند. در پایان هفته ۲۹ام،  لیورپول با ۲۵ امتیاز بالاتر از تیم رده دوم جدول، منچسترسیتی، رکورد صدرنشینی با بیشترین اختلاف امتیاز در هر زمان را ثبت کرد.
در هفته دهم از لیگ، لسترسیتی با برد ۹–۰ مقابل ساوت‌همپتون در ورزشگاه سنت مریز، رکورد لیگ برتر و همچنین رکورد بالاترین سطح از فوتبال انگلیس در تمامی ادوار را برای بهترین پیروزی خارج از خانه شکست. این نتیجه در کنار پیروزی خانگی ۹–۰ منچستر یونایتد مقابل ایپسویچ در سال ۱۹۹۵، بهترین برد تاریخ لیگ برتر نیز بود.
در هفته ۲۲ام، سرخیو آگوئرو با به ثمر رساندن سه گل در پیروزی ۶-۱ منچسترسیتی برابر استون ویلا، رکورد تیری آنری در لیگ برتر را برای بیشترین گل زده توسط یک بازیکن خارجی شکست. سه گل آگوئرو در این بازی، دوازدهمین هت-تریک او در لیگ برتر بود و به این ترتیب رکورد بیشترین هت تریک توسط یک بازیکن که پیش از این در اختیار آلن شیرر بود را نیز جابه‌جا کرد.
این اولین فصل از لیگ برتر بود که در فوریه تعطیلات نیم فصل داشت. سه بازی از ده بازی هفته ۲۶ام در ۸ و ۹ فوریه ۲۰۲۰ و شش بازی دیگر از همین هفته در فاصله ۱۴ تا ۱۷ فوریه انجام شد و بازی دهم، بین دو تیم منچستر سیتی و وستهام، در ۹ فوریه به علت طوفان سیارا به تعویق افتاد و در ۱۹ام همان ماه برگزار شد. بازی‌هایی برگزار شده در یک روز، ساعت جداگانه‌ای داشتند تا با هم تداخل زمانی نداشته باشند.
در یک حرکت نمادین پس از مرگ جورج فلوید، جمله "زندگی سیاهان مهم است" ("Black Lives Matter") در ۱۲ بازی نخست پس از شروع دوباره لیگ جایگزین نام بازیکنان در پشت پیراهن آنها شد و نشان (Black Lives Matter) BLM به جای نشان لیگ برتر قرار گرفت. همچنین لیگ برتر اعلام کرد برای بقیه فصل از بازیکنانی که قبل یا در حین بازی زانو بزنند حمایت می‌کند. علاوه بر این، نشان "تشکر از کادر درمان" (NHS) نیز در تمام لباس‌ها برای بقیه فصل استفاده شد.
شکست ۲-۱ منچسترسیتی در استمفوردبریج برابر چلسی در هفته ۳۱ام، عملا قهرمانی لیورپول را تایید کرد. این اولین قهرمانی لیورپول در فوتبال انگلستان پس از گذشت سه دهه و اولین آنها در دوره لیگ برتر بود.  قهرمانی لیورپول با هفت بازی باقی مانده از لیگ زودهنگام‌ترین، و با توجه به وقفه ایجاد شده در لیگ به دنبال شیوع ویروس کرونا از نظر تاریخی دیرترین بود (تنها تیمی که در ماه ژوئن عنوان قهرمانی را کسب کرده‌است). لیورپول در اولین بازی پس از قهرمانی لیگ، در ورزشگاه اتحاد به مصاف منچسترسیتی رفت و طبق یک رسم در انگلیس، کادر فنی و بازیکنان سیتی برای قهرمانان تونل افتخار زدند. در اولین بازی خانگی لیورپول پس از قهرمانی به میزبانی آنفیلد، استون ویلا نیز با تونل افتخار از بازیکنان لیورپول هنگام ورود به زمین استقبال کرد.
نوریچ سیتی پس از شکست ۴–۰ در خانه مقابل وستهام یونایتد، سه بازی مانده به پایان فصل، به عنوان اولین تیم به دسته چمپیونشیپ سقوط کرد. تساوی ۱–۱ استون ویلا مقابل وستهام در هفته پایانی رقابتها، بقای آنها در لیگ برتر را برای یک فصل دیگر تضمین کرد. این نتیجه سبب شد تا با وجود پیروزی ۳–۱ بورنموث مقابل اورتون در بازی همزمان، این تیم به دسته چمپیونشیپ سقوط کند. واتفورد آخرین تیمی بود که پس از باخت ۳–۲ خارج از خانه مقابل آرسنال در همان روز، از لیگ برتر سقوط کرد. بر حسب اتفاق، هر سه تیم سقوط کرده به دسته چمپیونشیپ همان تیمهای صعود کننده به لیگ برتر برای فصل ۱۶–۲۰۱۵ بودند.

## اثرات شیوع کروناویروس بر رقابت‌های این فصل
از ماه مارس، فصل ۲۰–۲۰۱۹ تحت تأثیر شیوع ویروس کرونا قرار گرفت. بازی بین دو تیم منچسترسیتی و آرسنال از هفته ۳۲ام لیگ، که به دلیل شرکت سیتی در فینال جام اتحادیه ۲۰۲۰  به ۱۱ مارس موکول شده‌بود، در تاریخ ۱۰ مارس مجددا به تعویق افتاد. هنگامی که دو تیم آرسنال و المپیاکوس ۱۳ روز پیش از این تاریخ در لیگ اروپا به مصاف هم رفته بودند، تعدادی از بازیکنان آرسنال با اوانجلوس ماریناکیس، مالک المپیاکوس که آزمایش کروناویروس او مثبت شده‌بود، ارتباط نزدیک برقرار کرده بودند. پس از فصل ۴۰-۱۹۳۹ که به دلیل شروع جنگ جهانی دوم بعد از برگزاری تنها سه بازی متوقف شد، این اولین فصل در فوتبال انگلستان بود که با وقفه همراه می‌شد.
در ۱۲ مارس، مشخص شد که سه بازیکن از لسترسیتی در قرنطینه هستند. منچسترسیتی نیز اعلام کرد، پس از آنکه یکی از اعضای خانواده بنژامین مندی علائم ابتلا به ویروس را نشان داده‌است، این مدافع در قرنطینه قرار گرفته‌است. در همان شب، تایید شد که آزمایش میکل آرتتا، سرمربی آرسنال از نظر ویروس کرونا  مثبت شده‌است و در نتیجه آن، بازی بین برایتون و آرسنال که برای ۱۴ مارس برنامه‌ریزی شده بود، به تعویق افتاد. در ۱۳ مارس، باشگاه چلسی اعلام کرد که آزمایش کرونای وینگر این تیم کالوم هادسون ادوی مثبت شده‌است.
در ۱۳ مارس، به دنبال جلسه اضطراری بین لیگ برتر، اتحادیه فوتبال انگلستان (FA)، لیگ فوتبال انگلیس و سوپرلیگ زنان انگلیس، به اتفاق آرا تصمیم گرفته شد تا رقابت‌های فوتبال حرفه‌ای در انگلیس حداقل تا ۴ آوریل ۲۰۲۰ به حالت تعلیق درآید. این تعلیق در ۱۹ مارس، حداقل تا ۳۰ آوریل ۲۰۲۰ تمدید شد. در همان زمان اتحادیه فوتبال انگلیس موافقت کرد که فصل را به طور نامحدود و گذشته از تاریخ برنامه ریزی شده برای پایان لیگ در ۱ ژوئن، تمدید کند. در آوریل ۲۰۲۰، مت هنکاک، وزیر امور بهداشت و مراقبت‌های اجتماعی، بازیکنان لیگ برتر را به کاهش بخشی از دستمزدهایشان فراخواند تا نقش خود را در شرایط بحرانی ناشی از شیوع ویروس کرونا ایفا کرده باشند. صحبت‌های او در حالی مطرح شد که مسئولان لیگ به دنبال اجرایی کردن طرح کاهش ۳۰ درصدی دستمزد بازیکنان بودند. اتحادیه بازیکنان حرفه‌ای انگلیس ضمن رد درخواست هنکاک، نسبت به کاهش واریزی‌ها از مالیات بر درآمد بازیکنان به حساب دولت هشدار داد و در بیانیه‌ای اعلام کرد: تمامی بازیکنان می‌خواهند از حیث مالی، نقش پررنگی را در این دوران بی سابقه ایفا کنند و این کار را خواهند کرد. ما از فراهم شدن این فرصت برای بحث و تبادل نظر با مقامات لیگ جزیره استقبال می‌کنیم. با این وجود، این اتحادیه تاکید کرد: پیشنهاد ۳۰ درصدی کاهش دستمزدها در بازه زمانی ۱۲ ماهه مبلغی بیش از ۵۰۰ میلیون پوند خواهد شد و در نتیجه آن، بیش از ۲۰۰ میلیون پوند مالیات کمتری به حساب دولت واریز می‌شود. در ادامه این بیانیه آمده‌است: این از دست رفتن منبع درآمد برای دولت چه تاثیری بر سرویس بهداشت همگانی بریتانیا دارد؟ بازیکنان لیگ نیز در یک گروه واتس‌اپ گردهم آمدند و درباره وضعیت فعلی مشورت کردند. یکی از کاپیتان‌ها طرح کاهش دستمزد را نفرت‌انگیز قلمداد کرد. در ادامه این کنفرانس  بازیکنان خواستار حفظ همبستگی در برابر طرح پیشنهادی شدند و همچنین کاپیتان‌های لیگ از اینکه بازیکنان فوتبال به‌عنوان طرف بد ماجرا معرفی شدند، خشمگین بودند. گروهی از آنها نیز با مقامات اجرایی لیگ برتر به‌صورت ویدیویی صحبت کردند. تروی دینی، کوین دی‌بروینه، مارک نوبل و جردن هندرسون در این گفتگو نقش مهمی داشتند. کاپیتان‌ها به این توافق رسیدند که متعهد و مایل به فداکاری هستند و می‌خواهند به جای مالکان ثروتمند باشگاه‌ها، به NHS و موسسات خیریه کمک کنند و با ایجاد یک سازمان خیریه واحد تحت نظر اتحادیه بازیکنان تمام کمک‌ها برای مقابله با کرونا را از همین طریق اهدا کنند. یکی از مدیران باشگاهی که نامش فاش نشده گفت: "همه باشگاه‌ها یک مالک میلیاردر ندارند و اگر بازیکنان به نوعی سازش نکنند، باشگاه‌های کوچک نابود می‌شوند. به همین سادگی." بحران مالی ناشی از تعویق رقابتها تا آنجا پیش رفت که باشگاه‌هایی مثل تاتنهام و لیورپول اعلام کردند مجبور شده‌اند تعدادی از کارکنان غیرورزشی خود را به مرخصی اجباری بفرستند. چندین باشگاه بزرگ و کوچک از جمله واتفورد، ساوت‌همپتون و وستهام، اعلام کردند که مربیان و بازیکنانشان با کاهش درصدی از دستمزدهای خود موافقت کرده‌اند تا در این بحران مالی به باشگاه‌ها کمک کنند.
در ماه آوریل، لیگ برتر طرحی را با نام "Project Restart" تهیه کرد که هدف آن شروع مجدد لیگ و برگزاری ۹۲ مسابقه باقی مانده در طی یک دوره شش هفته ای و در ورزشگاه‌های بیطرف بود. تیم‌هایی که در انتهای جدول قرار داشتند از جمله واتفورد، استون ویلا و برایتون، بر این عقیده بودند که اگر خطر سقوط وجود داشته باشد، بازی در چنین شرایط متفاوتی ناعادلانه است اما اگر سقوط به دسته پایین تر برداشته شود، این طرح با استقبال بیشتری رو به رو خواهد شد. از ۱۹ مه ۲۰۲۰، بازیکنان به منظور آماده سازی برای شروع مجدد لیگ مجاز به بازگشت به تمرینات گروهی شدند. آنها مجاز به حضور در گروه‌های بیشتر از پنج نفره نبودند و تمام جلسات تمرینی بیش از ۷۵ دقیقه برای هر بازیکن طول نمی‌کشید و در طول تمرینات نیز باید قوانین فاصله‌گذاری اجتماعی رعایت می‌شد. در ۱۷ و ۱۸ مه، در مجموع ۷۴۸ بازیکن و کارکنان باشگاه‌ها از نظر COVID-19 مورد آزمایش قرار گرفتند که شش نتیجه مثبت داشت از جمله آدریان ماریاپا از واتفورد و یان ووان کمک مربی برنلی. در ماه مه، نتیجه آزمایش آرون رامسدال از بورنموث نیز مثبت شد.
تعدادی از بازیکنان، از جمله رحیم استرلینگ بازیکن منچسترسیتی و سرخیو آگوئرو و آرون کرسول از وستهام، نگرانی‌های خود نسبت به ایمنی شروع مجدد رقابت‌ها را ابراز داشتند و دنی رز از نیوکاسل تصمیم برای شروع مجدد لیگ را "یک شوخی" دانست. تروی دین از واتفورد گفت که به دلیل ترس از سلامتی خانواده اش به تمرین‌ها برنمی‌گردد. انگولو کانته از چلسی نیز با اظهار نگرانی در مورد مسائل ایمنی، در تمرینات حاضر نشد. در ۲۷ مه، باشگاه‌ها به اتفاق آرا رأی دادند که تمرینات تماسی را از سر بگیرند. تایرون مینگز از استون ویلا نیز در این باره گفت درباره شروع مجدد لیگ با بازیکنان مشورتی صورت نگرفته و شروع مجدد لیگ "به خاطر منافع مالی" بوده‌است.
در ۲۸ مه، باشگاه‌ها توافق کردند تا فصل در ۱۷ ژوئن با انجام دو بازی منچسترسیتی مقابل آرسنال و استون ویلا در مقابل شفیلد یونایتد از سرگرفته شود، و اولین هفته کامل ار مسابقات در فاصله ۱۹ تا ۲۱ ژوئن و بدون تماشاگران برگزار شود. طرحی برای پخش تلویزیونی مسابقات باقی‌مانده و گسترش دسترسی به برنامه‌های داخلی اعلام شد: برای اولین بار، بی‌بی‌سی حق پخش چهار مسابقه زنده را از تلویزیون آزاد به دست آورد، و در حالی که اسکای اعلام کرد که ۲۵ مسابقه از لیگ در کانال آزاد پیک پخش می‌شود. چهار مسابقه به آمازون اختصاص یافت و اعلام شد که روشی برای پخش رایگان آنها بدون اشتراک آمازون پرایم فراهم می‌شود. در تاریخ ۱۸ ژوئن اعلام شد که این مسابقات در سرویس پخش مستقیم بازی ویدیویی این شرکت Twitch پخش خواهد شد.
در ۴ ژوئن، لیگ برتر اعلام کرد که تیم‌ها مجازند تا تعداد نیمکت‌نشینان را از هفت مورد معمول به نه بازیکن افزایش دهند و به جای سه تعویض، از پنج تعویض استفاده کنند.
دیدار استون ویلا در مقابل شفیلد یونایتد و منچسترسیتی برابر آرسنال در ۱۷ ژوئن از اولین بازی‌هایی بودند که پس از لغو وقفه اجباری لیگ انجام شدند.
شرکت خدمات مالی دیلویت تخمین زد که باشگاه‌های لیگ برتر با کاهش ۱ میلیارد پوندی درآمد برای فصل ۲۰-۲۰۱۹ مواجه می‌شوند، که ۵۰۰ میلیون پوند آن از تخفیف اعمال شده برای شبکه‌های پخش کننده و از دست دادن درآمدهای روز مسابقه (از جمله فروش بلیط) محاسبه شده‌است.
آزمایش‌ها بیشتری برای شناسایی مبتلایان به ویروس کرونا در تاریخ ۱۱ و ۱۲ ژوئن انجام شد که نتیجه آزمایش دو نفر که نامشان فاش نشد از جمله یکی از بازیکنان نورویچ سیتی مثبت شد که تحت قرنطینه قرار گرفتند و بدین ترتیب اولین بازی فصل از سرگرفته شده را از دست دادند. در دنباله این آزمایش‌ها ۱۶ نتیجه مثبت از ۸٬۶۸۷ تست به دست آمد.
قبل از شروع مجدد بازی‌ها، لیگ برتر مجموعه‌ای از دستورالعمل‌ها را تهیه کرد که باید در همه بازیها رعایت می‌شد. آنها تصریح کردند که همه مسابقات باید بدون حضور تماشاگران و پشت درهای بسته انجام شود و تعداد افراد اصلی که مجاز به حضور در داخل ورزشگاه‌ها هستند محدود به ۳۰۰ نفر است. همه استادیوم‌ها به سه منطقه قرمز (شامل زمین و مناطق فنی)، زرد (جایگاه تماشاگران) و سبز (سالن‌های اجتماع ورزشگاه) تقسیم شوند و محدودیت‌هایی برای ورود به هر یک وجود داشته باشد. ورود بازیکنان و کارکنان به زمین به‌صورت یک در میان انجام شود و قبل از شروع هیچگونه دست دادن میانشان مجاز نیست. تمیز کردن کامل پرچم‌های کرنر، تیر دروازه‌ها، تابلوهای تعویض و توپ‌های مسابقه قبل و بعد از هر بازی به صورت استاندارد انجام شود. ضدعفونی تابلوهای تعویض، بعد از استفاده در طول مسابقات و در نیمه استراحت انجام شود. از دیگر اقدامات لازم این است که بازیکنان و کادر مربیگری باید هنگام سفر برای برگزاری بازی‌ها و بازگشت از سفر قوانین فاصله‌گذاری اجتماعی را رعایت کنند و مصاحبه‌های پس از بازی باید در کنار زمین و عملا همراه با کنفرانس مطبوعاتی انجام شود.

## اطلاعات تیم‌ها
بیست تیم در لیگ با یکدیگر رقابت کردند. هفده تیم بالای جدول از فصل قبل و ۳ تیم صعود کرده از چمپیونشیپ. تیم‌های صعود کرده عبارتند از نوریچ سیتی، شفیلد یونایتد و استون ویلا که جایگزین تیم‌های فولام وکاردیف سیتی و هادرزفیلد تاون شدند.
نوریچ با قهرمانی و شفیلد یونایتد با نایب قهرمانی در دسته چمپیونشیپ ۱۹–۲۰۱۸، به طور مستقیم راهی این فصل از لیگ برتر فوتبال انگلیس شدند. نوریچ آخرین بار در لیگ برتر ۱۶–۲۰۱۵ حاضر بود و شفیلد یونایتد برای اولین بار پس از فصل ۰۷–۲۰۰۶ رقابت در بالاترین سطح از فوتبال انگلیس را تجربه می‌کرد.
طبق قانون دسته چمپیونشیپ تیم‌های رده سوم تا ششم جدول راهی بازی‌های پلی آف می‌شوند تا سومین تیم صعودکننده به لیگ برتر مشخص شود. استون ویلا پس از ایستادن در رده پنجم، به همراه سه تیم لیدز یونایتد رده سومی، وست برومویچ آلبیون رده چهارمی و دربی کانتی رده ششمی مجوز حضور در بازی‌های پلی‌آف و شانس کسب سهمیه لیگ برتر را کسب کرد. پس از پیروزی ۲ بر ۱ مقابل وست برومویچ در بازی رفت از مرحله نیمه نهایی، بازی برگشت را ۱ بر صفر واگذار کرد تا مجموع دو بازی ۲–۲ مساوی شود. این بازی بدون رد و بدل شدن گل در وقت‌های اضافه به ضربات پنالتی کشید که استون ویلا ۴ بر ۳ پیروز و حریف دربی کانتی در بازی نهایی شد. با پیروزی ۲ بر ۱ در فینال، پس از فصل ۱۶–۲۰۱۵، همراه با نوریچ بار دیگر به دسته برتر بازگشت.

### تغییرات تیم‌ها
| رتبه | سقوط از لیگ برتر ۱۹–۲۰۱۸ |
| ---- | ------------------------ |
| ۱۸.  | کاردیف سیتی              |
| ۱۹.  | فولام                    |
| ۲۰.  | هادرزفیلد تاون           |

| رتبه    | صعود از چمپیونشیپ ۱۹–۲۰۱۸ |
| ------- | ------------------------- |
| ۱.      | نوریچ سیتی                |
| ۲.      | شفیلد یونایتد             |
| صعود. ^ | استون ویلا                |

### تعداد تیم‌ها براساس شهرستان
| شهرستان      | تعداد | تیم(ها)                                                      |
| ------------ | ----- | ------------------------------------------------------------ |
| لندن بزرگ    | ۵     | آرسنال، چلسی، کریستال پالاس، تاتنهام هاتسپر و وستهام یونایتد |
| میدلندز غربی | ۲     | استون ویلا و ولورهمپتون واندررز                              |
| منچستر بزرگ  | ۲     | منچستر یونایتد و منچستر سیتی                                 |
| مرزیساید     | ۲     | اورتون و لیورپول                                             |
| دورست        | ۱     | بورنموث                                                      |
| همپشر        | ۱     | ساوت‌همپتون                                                   |
| لانکاشایر    | ۱     | برنلی                                                        |
| لسترشر       | ۱     | لستر سیتی                                                    |
| هرتفوردشر    | ۱     | واتفورد                                                      |
| ساسکس شرقی   | ۱     | برایتون اند هوو آلبیون                                       |
| نورفک        | ۱     | نوریچ سیتی                                                   |
| تاین و ور    | ۱     | نیوکاسل یونایتد                                              |
| یورک‌شر جنوبی | ۱     | شفیلد یونایتد                                                |

### ورزشگاه و بودجه تیم‌ها
| تیم                                  | موقعیت            | ورزشگاه                | گنجایش | بودجه €         | عملکرد ۱۹–۲۰۱۸    |
| ------------------------------------ | ----------------- | ---------------------- | ------ | --------------- | ----------------- |
| باشگاه فوتبال آرسنال                 | لندن (هالووی)     | ورزشگاه امارات         | ۶۰٬۲۶۰ | ۴۴۰ میلیون یورو | ۵ام               |
| باشگاه فوتبال ای‌اف‌سی بورنموث         | بورنموث           | ورزشگاه دین کورت       | ۱۱٬۳۲۹ | ۱۴۸ میلیون یورو | ۱۴ام              |
| باشگاه فوتبال برایتون اند هوو آلبیون | برایتون اند هوو   | ورزشگاه فالمر          | ۳۰٬۶۶۶ | ۱۵۷ میلیون یورو | ۱۷ام              |
| باشگاه فوتبال برنلی                  | برنلی             | ورزشگاه تارف مور       | ۲۱٬۹۴۴ | ۱۵۳ میلیون یورو | ۱۵ام              |
| باشگاه فوتبال نوریچ سیتی             | نوریچ             | ورزشگاه کارو رود       | ۲۷٬۲۴۴ | ۱۰۱ میلیون یورو | صعود از چمپیونشیپ |
| باشگاه فوتبال چلسی                   | لندن (فولام)      | ورزشگاه استمفورد بریج  | ۴۰٬۸۵۳ | ۵۰۶ میلیون یورو | سوم               |
| باشگاه فوتبال کریستال پالاس          | لندن (سلهرست)     | ورزشگاه سلهارست پارک   | ۲۶٬۰۷۴ | ۱۶۸ میلیون یورو | ۱۲ام              |
| باشگاه فوتبال اورتون                 | لیورپول (والتون)  | ورزشگاه گودیسون پارک   | ۳۹٬۲۲۱ | ۲۱۳ میلیون یورو | ۸ام               |
| باشگاه فوتبال استون ویلا             | بیرمنگام          | ورزشگاه ویلا پارک      | ۴۲٬۰۰۰ | ۱۳۵ میلیون یورو | صعود از چمپیونشیپ |
| باشگاه فوتبال شفیلد یونایتد          | شفیلد             | ورزشگاه برامال لین     | ۳۲٬۷۰۲ | اعلام نشد.      | صعود از چمپیونشیپ |
| باشگاه فوتبال لستر سیتی              | لستر              | ورزشگاه کینگ‌پاور       | ۳۲٬۲۷۳ | ۱۷۹ میلیون یورو | ۹ام               |
| باشگاه فوتبال لیورپول                | لیورپول (آنفیلد)  | ورزشگاه آنفیلد         | ۵۴٬۰۷۴ | ۵۱۵ میلیون یورو | نایب قهرمان       |
| باشگاه فوتبال منچستر سیتی            | منچستر            | ورزشگاه شهر منچستر     | ۵۵٬۰۱۷ | ۵۶۹ میلیون یورو | قهرمان            |
| باشگاه فوتبال منچستر یونایتد         | ترافورد           | ورزشگاه الدترافورد     | ۷۴٬۸۷۹ | ۶۷۰ میلیون یورو | ۶ام               |
| باشگاه فوتبال نیوکاسل یونایتد        | نیوکاسل           | ورزشگاه سنت جیمز پارک  | ۵۲٬۳۵۴ | ۲۰۲ میلیون یورو | ۱۳ام              |
| باشگاه فوتبال ساوت‌همپتون             | ساوت‌همپتون        | ورزشگاه سنت مریز       | ۳۲٬۳۸۴ | ۱۷۲ میلیون یورو | ۱۶ام              |
| باشگاه فوتبال تاتنهام هاتسپر         | لندن (تاتنهام)    | ورزشگاه تاتنهام هاتسپر | ۹۰٬۰۰۰ | ۴۳۰ میلیون یورو | ۴ام               |
| باشگاه فوتبال واتفورد                | واتفورد           | ورزشگاه ویکاریج رود    | ۲۰٬۴۰۰ | ۱۴۱ میلیون یورو | ۱۱ام              |
| باشگاه فوتبال وستهام یونایتد         | لندن (استراتفورد) | ورزشگاه المپیک لندن    | ۶۰٬۰۰۰ | ۱۹۹ میلیون یورو | ۱۰ام              |
| باشگاه فوتبال ولورهمپتون واندررز     | ولورهمپتون        | ورزشگاه مالینیو        | ۳۲٬۰۵۰ | ۱۶۱ میلیون یورو | ۷ام               |

### پرسنل و لباس‌ها
| تیم                    | سرمربی              | کاپیتان             | تولیدکننده لباس | حامی مالی (سینه)       | حامی مالی (آستین)    |
| ---------------------- | ------------------- | ------------------- | --------------- | ---------------------- | -------------------- |
| آرسنال                 | میکل آرتتا          | پیر امریک اوبامیانگ | آدیداس          | Emirates               | Visit Rwanda         |
| استون ویلا             | دین اسمیت           | جک گریلیش           | کاپا            | W88                    | BR88                 |
| بورنموث                | ادی هوو             | سایمن فرانسیس       | آمبرو           | M88 / Vitality         | Mansion Group        |
| برایتون اند هوو آلبیون | گراهام پاتر         | لوئیس دانک          | نایکی           | امریکن اکسپرس          | JD                   |
| برنلی                  | شان دایچ            | بن می               | آمبرو           | LoveBet                | LoveBet              |
| چلسی                   | فرانک لمپارد        | سزار آزپیلیکوئتا    | نایکی           | Yokohama Tyres / Three | Hyundai              |
| کریستال پالاس          | روی هاجسون          | لوکا میلیوویویچ     | پوما            | ManBetX                | Dongqiudi            |
| اورتون                 | کارلو آنچلوتی       | شیموس کولمن         | آمبرو           | SportPesa              | Angry Birds          |
| لسترسیتی               | برندان راجرز        | وس مورگان           | آدیداس          | King Power             | Bia Saigon           |
| لیورپول                | یورگن کلوپ          | جوردن هندرسون       | نیو بالانس      | Standard Chartered     | Western Union        |
| منچسترسیتی             | پپ گواردیولا        | داوید سیلوا         | پوما            | Etihad Airways         | Nexen Tire           |
| منچستریونایتد          | اوله گونر سولشر     | هری مگوایر          | آدیداس          | Chevrolet              | Kohler               |
| نیوکاسل                | استیو بروس          | جمال لسلز           | پوما            | Fun88                  | StormGain            |
| نوریچ سیتی             | دنیل فارکی          | گرنت هانلی          | اره‌آ            | Dafabet                | Best Fiends          |
| شفیلد یونایتد          | کریس ویلدر          | بیلی شارپ           | آدیداس          | Union Standard Group   | Union Standard Group |
| ساوت‌همپتون             | رالف هازنهوتل       | جیمز وارد پروس      | آندر آرمور      | LD Sports              | Virgin Media         |
| تاتنهام                | ژوزه مورینیو        | هوگو لوریس          | نایکی           | AIA                    | None                 |
| واتفورد                | هایدن مولینس (موقت) | تروی دینی           | آدیداس          | Sportsbet.io           | Bitcoin              |
| وستهام                 | دیوید مویس          | مارک نوبل           | آمبرو           | Betway                 | Scope Markets        |
| ولورهمپتون             | نونو اسپیریتو سانتو | کونر کودی           | آدیداس          | ManBetX                | CoinDeal             |

### تغییرات سرمربیان
| تیم                    | مربی خروجی        | علت خروج               | تاریخ خروج     | رتبه در جدول | مربی ورودی          | تاریخ انتصاب   |
| ---------------------- | ----------------- | ---------------------- | -------------- | ------------ | ------------------- | -------------- |
| برایتون اند هوو آلبیون | کریس هیوتون       | اخراج                  | ۱۳ مه ۲۰۱۹     | پیش-فصل      | گراهام پاتر         | ۲۰ مه ۲۰۱۹     |
| چلسی                   | مائوریتسیو ساری   | عقد قرارداد با یوونتوس | ۱۶ ژوئن ۲۰۱۹   | پیش-فصل      | فرانک لمپارد        | ۴ ژوئیه ۲۰۱۹   |
| نیوکاسل یونایتد        | رافائل بنیتز      | پایان قرارداد          | ۳۰ ژوئن ۲۰۱۹   | پیش-فصل      | استیو بروس          | ۱۷ ژوئیه ۲۰۱۹  |
| واتفورد                | خاوی گارسیا       | اخراج                  | ۷ سپتامبر ۲۰۱۹ | ۲۰ام         | کیکه سانچز فلورس    | ۷ سپتامبر ۲۰۱۹ |
| تاتنهام هاتسپر         | مائوریسیو پوچتینو | اخراج                  | ۱۹ نوامبر ۲۰۱۹ | ۱۴ام         | ژوزه مورینیو        | ۲۰ نوامبر ۲۰۱۹ |
| آرسنال                 | اونای امری        | اخراج                  | ۲۹ نوامبر ۲۰۱۹ | ۸ام          | میکل آرتتا          | ۲۰ دسامبر ۲۰۱۹ |
| واتفورد                | کیکه سانچز فلورس  | اخراج                  | ۱ دسامبر ۲۰۱۹  | ۲۰ام         | نایجل پیرسون        | ۶ دسامبر ۲۰۱۹  |
| اورتون                 | مارکو سیلوا       | اخراج                  | ۵ دسامبر ۲۰۱۹  | ۱۸ام         | کارلو آنچلوتی       | ۲۱ دسامبر ۲۰۱۹ |
| وستهام یونایتد         | مانوئل پیگرینی    | اخراج                  | ۲۸ دسامبر ۲۰۱۹ | ۱۷ام         | دیوید مویس          | ۲۹ دسامبر ۲۰۱۹ |
| واتفورد                | نایجل پیرسون      | اخراج                  | ۱۹ ژوئیه ۲۰۲۰  | ۱۷ام         | هایدن مولینس (موقت) | ۱۹ ژوئیه ۲۰۲۰  |

## جدول لیگ و نتایج

### جدول لیگ
| رتبه           | تیم             | امتیاز | بازی | پ. | ت. | ش. | گ.ز. | گ.خ. | ت.گ. | توضیحات |
| -------------- | --------------- | ------ | ---- | -- | -- | -- | ---- | ---- | ---- | --- |
| ۱              | لیورپول         | ۹۹     | ۳۸   | ۳۲ | ۳  | ۳  | ۸۵   | ۳۳   | ۵۲+  | قوانین جدول رده‌بندی: ۱) امتیازات ۲) تفاضل گل ۳) گل‌های زده ۴)اگر قهرمان، تیم‌های سقوط کرده یا تیم‌های واجد شرایط برای حضور در مسابقات اروپایی را نمی‌توان با قوانین ۱ تا ۳ تعیین کرد، قوانین ۱.۴ تا ۳.۴ اعمال می‌شود: ۱.۴) امتیازات به دست آمده در رقابت رو در روی این تیم‌ها. ۲.۴) گل‌های خارج از خانه در رقابت رو در روی این تیم‌ها. ۳.۴) بازی‌های پلی‌آف. صعود و سقوط کسب سهمیه حضور در مرحله گروهی لیگ قهرمانان اروپا ۲۱–۲۰۲۰ کسب سهمیه حضور در مرحله گروهی لیگ اروپا ۲۱–۲۰۲۰ کسب سهمیه حضور در دور دوم مقدماتی لیگ اروپا ۲۱–۲۰۲۰ سقوط به چمپیونشیپ ۲۱–۲۰۲۰ |
| ۲              | منچستر سیتی     | ۸۱     | ۳۸   | ۲۶ | ۳  | ۹  | ۱۰۲  | ۳۵   | ۶۷+  | قوانین جدول رده‌بندی: ۱) امتیازات ۲) تفاضل گل ۳) گل‌های زده ۴)اگر قهرمان، تیم‌های سقوط کرده یا تیم‌های واجد شرایط برای حضور در مسابقات اروپایی را نمی‌توان با قوانین ۱ تا ۳ تعیین کرد، قوانین ۱.۴ تا ۳.۴ اعمال می‌شود: ۱.۴) امتیازات به دست آمده در رقابت رو در روی این تیم‌ها. ۲.۴) گل‌های خارج از خانه در رقابت رو در روی این تیم‌ها. ۳.۴) بازی‌های پلی‌آف. صعود و سقوط کسب سهمیه حضور در مرحله گروهی لیگ قهرمانان اروپا ۲۱–۲۰۲۰ کسب سهمیه حضور در مرحله گروهی لیگ اروپا ۲۱–۲۰۲۰ کسب سهمیه حضور در دور دوم مقدماتی لیگ اروپا ۲۱–۲۰۲۰ سقوط به چمپیونشیپ ۲۱–۲۰۲۰ |
| ۳              | منچستر یونایتد  | ۶۶     | ۳۸   | ۱۸ | ۱۲ | ۸  | ۶۶   | ۳۶   | ۳۰+  | قوانین جدول رده‌بندی: ۱) امتیازات ۲) تفاضل گل ۳) گل‌های زده ۴)اگر قهرمان، تیم‌های سقوط کرده یا تیم‌های واجد شرایط برای حضور در مسابقات اروپایی را نمی‌توان با قوانین ۱ تا ۳ تعیین کرد، قوانین ۱.۴ تا ۳.۴ اعمال می‌شود: ۱.۴) امتیازات به دست آمده در رقابت رو در روی این تیم‌ها. ۲.۴) گل‌های خارج از خانه در رقابت رو در روی این تیم‌ها. ۳.۴) بازی‌های پلی‌آف. صعود و سقوط کسب سهمیه حضور در مرحله گروهی لیگ قهرمانان اروپا ۲۱–۲۰۲۰ کسب سهمیه حضور در مرحله گروهی لیگ اروپا ۲۱–۲۰۲۰ کسب سهمیه حضور در دور دوم مقدماتی لیگ اروپا ۲۱–۲۰۲۰ سقوط به چمپیونشیپ ۲۱–۲۰۲۰ |
| ۴              | چلسی            | ۶۶     | ۳۸   | ۲۰ | ۶  | ۱۲ | ۶۹   | ۵۴   | ۱۵+  | قوانین جدول رده‌بندی: ۱) امتیازات ۲) تفاضل گل ۳) گل‌های زده ۴)اگر قهرمان، تیم‌های سقوط کرده یا تیم‌های واجد شرایط برای حضور در مسابقات اروپایی را نمی‌توان با قوانین ۱ تا ۳ تعیین کرد، قوانین ۱.۴ تا ۳.۴ اعمال می‌شود: ۱.۴) امتیازات به دست آمده در رقابت رو در روی این تیم‌ها. ۲.۴) گل‌های خارج از خانه در رقابت رو در روی این تیم‌ها. ۳.۴) بازی‌های پلی‌آف. صعود و سقوط کسب سهمیه حضور در مرحله گروهی لیگ قهرمانان اروپا ۲۱–۲۰۲۰ کسب سهمیه حضور در مرحله گروهی لیگ اروپا ۲۱–۲۰۲۰ کسب سهمیه حضور در دور دوم مقدماتی لیگ اروپا ۲۱–۲۰۲۰ سقوط به چمپیونشیپ ۲۱–۲۰۲۰ |
| ۵              | لستر سیتی       | ۶۲     | ۳۸   | ۱۸ | ۸  | ۱۲ | ۶۷   | ۴۱   | ۲۶+  | قوانین جدول رده‌بندی: ۱) امتیازات ۲) تفاضل گل ۳) گل‌های زده ۴)اگر قهرمان، تیم‌های سقوط کرده یا تیم‌های واجد شرایط برای حضور در مسابقات اروپایی را نمی‌توان با قوانین ۱ تا ۳ تعیین کرد، قوانین ۱.۴ تا ۳.۴ اعمال می‌شود: ۱.۴) امتیازات به دست آمده در رقابت رو در روی این تیم‌ها. ۲.۴) گل‌های خارج از خانه در رقابت رو در روی این تیم‌ها. ۳.۴) بازی‌های پلی‌آف. صعود و سقوط کسب سهمیه حضور در مرحله گروهی لیگ قهرمانان اروپا ۲۱–۲۰۲۰ کسب سهمیه حضور در مرحله گروهی لیگ اروپا ۲۱–۲۰۲۰ کسب سهمیه حضور در دور دوم مقدماتی لیگ اروپا ۲۱–۲۰۲۰ سقوط به چمپیونشیپ ۲۱–۲۰۲۰ |
| ۶              | تاتنهام هاتسپر  | ۵۹     | ۳۸   | ۱۶ | ۱۱ | ۱۱ | ۶۱   | ۴۷   | ۱۴+  | قوانین جدول رده‌بندی: ۱) امتیازات ۲) تفاضل گل ۳) گل‌های زده ۴)اگر قهرمان، تیم‌های سقوط کرده یا تیم‌های واجد شرایط برای حضور در مسابقات اروپایی را نمی‌توان با قوانین ۱ تا ۳ تعیین کرد، قوانین ۱.۴ تا ۳.۴ اعمال می‌شود: ۱.۴) امتیازات به دست آمده در رقابت رو در روی این تیم‌ها. ۲.۴) گل‌های خارج از خانه در رقابت رو در روی این تیم‌ها. ۳.۴) بازی‌های پلی‌آف. صعود و سقوط کسب سهمیه حضور در مرحله گروهی لیگ قهرمانان اروپا ۲۱–۲۰۲۰ کسب سهمیه حضور در مرحله گروهی لیگ اروپا ۲۱–۲۰۲۰ کسب سهمیه حضور در دور دوم مقدماتی لیگ اروپا ۲۱–۲۰۲۰ سقوط به چمپیونشیپ ۲۱–۲۰۲۰ |
| ۷              | ولورهمپتون      | ۵۹     | ۳۸   | ۱۵ | ۱۴ | ۹  | ۵۱   | ۴۰   | ۱۱+  | قوانین جدول رده‌بندی: ۱) امتیازات ۲) تفاضل گل ۳) گل‌های زده ۴)اگر قهرمان، تیم‌های سقوط کرده یا تیم‌های واجد شرایط برای حضور در مسابقات اروپایی را نمی‌توان با قوانین ۱ تا ۳ تعیین کرد، قوانین ۱.۴ تا ۳.۴ اعمال می‌شود: ۱.۴) امتیازات به دست آمده در رقابت رو در روی این تیم‌ها. ۲.۴) گل‌های خارج از خانه در رقابت رو در روی این تیم‌ها. ۳.۴) بازی‌های پلی‌آف. صعود و سقوط کسب سهمیه حضور در مرحله گروهی لیگ قهرمانان اروپا ۲۱–۲۰۲۰ کسب سهمیه حضور در مرحله گروهی لیگ اروپا ۲۱–۲۰۲۰ کسب سهمیه حضور در دور دوم مقدماتی لیگ اروپا ۲۱–۲۰۲۰ سقوط به چمپیونشیپ ۲۱–۲۰۲۰ |
| ۸              | آرسنال          | ۵۶     | ۳۸   | ۱۴ | ۱۴ | ۱۰ | ۵۶   | ۴۸   | ۸+   | قوانین جدول رده‌بندی: ۱) امتیازات ۲) تفاضل گل ۳) گل‌های زده ۴)اگر قهرمان، تیم‌های سقوط کرده یا تیم‌های واجد شرایط برای حضور در مسابقات اروپایی را نمی‌توان با قوانین ۱ تا ۳ تعیین کرد، قوانین ۱.۴ تا ۳.۴ اعمال می‌شود: ۱.۴) امتیازات به دست آمده در رقابت رو در روی این تیم‌ها. ۲.۴) گل‌های خارج از خانه در رقابت رو در روی این تیم‌ها. ۳.۴) بازی‌های پلی‌آف. صعود و سقوط کسب سهمیه حضور در مرحله گروهی لیگ قهرمانان اروپا ۲۱–۲۰۲۰ کسب سهمیه حضور در مرحله گروهی لیگ اروپا ۲۱–۲۰۲۰ کسب سهمیه حضور در دور دوم مقدماتی لیگ اروپا ۲۱–۲۰۲۰ سقوط به چمپیونشیپ ۲۱–۲۰۲۰ |
| ۹              | شفیلد یونایتد   | ۵۴     | ۳۸   | ۱۴ | ۱۲ | ۱۲ | ۳۹   | ۳۹   | ۰    | قوانین جدول رده‌بندی: ۱) امتیازات ۲) تفاضل گل ۳) گل‌های زده ۴)اگر قهرمان، تیم‌های سقوط کرده یا تیم‌های واجد شرایط برای حضور در مسابقات اروپایی را نمی‌توان با قوانین ۱ تا ۳ تعیین کرد، قوانین ۱.۴ تا ۳.۴ اعمال می‌شود: ۱.۴) امتیازات به دست آمده در رقابت رو در روی این تیم‌ها. ۲.۴) گل‌های خارج از خانه در رقابت رو در روی این تیم‌ها. ۳.۴) بازی‌های پلی‌آف. صعود و سقوط کسب سهمیه حضور در مرحله گروهی لیگ قهرمانان اروپا ۲۱–۲۰۲۰ کسب سهمیه حضور در مرحله گروهی لیگ اروپا ۲۱–۲۰۲۰ کسب سهمیه حضور در دور دوم مقدماتی لیگ اروپا ۲۱–۲۰۲۰ سقوط به چمپیونشیپ ۲۱–۲۰۲۰ |
| ۱۰             | برنلی           | ۵۴     | ۳۸   | ۱۵ | ۹  | ۱۴ | ۴۳   | ۵۰   | ۷-   | قوانین جدول رده‌بندی: ۱) امتیازات ۲) تفاضل گل ۳) گل‌های زده ۴)اگر قهرمان، تیم‌های سقوط کرده یا تیم‌های واجد شرایط برای حضور در مسابقات اروپایی را نمی‌توان با قوانین ۱ تا ۳ تعیین کرد، قوانین ۱.۴ تا ۳.۴ اعمال می‌شود: ۱.۴) امتیازات به دست آمده در رقابت رو در روی این تیم‌ها. ۲.۴) گل‌های خارج از خانه در رقابت رو در روی این تیم‌ها. ۳.۴) بازی‌های پلی‌آف. صعود و سقوط کسب سهمیه حضور در مرحله گروهی لیگ قهرمانان اروپا ۲۱–۲۰۲۰ کسب سهمیه حضور در مرحله گروهی لیگ اروپا ۲۱–۲۰۲۰ کسب سهمیه حضور در دور دوم مقدماتی لیگ اروپا ۲۱–۲۰۲۰ سقوط به چمپیونشیپ ۲۱–۲۰۲۰ |
| ۱۱             | ساوت‌همپتون      | ۵۲     | ۳۸   | ۱۵ | ۷  | ۱۶ | ۵۱   | ۶۰   | ۹-   | قوانین جدول رده‌بندی: ۱) امتیازات ۲) تفاضل گل ۳) گل‌های زده ۴)اگر قهرمان، تیم‌های سقوط کرده یا تیم‌های واجد شرایط برای حضور در مسابقات اروپایی را نمی‌توان با قوانین ۱ تا ۳ تعیین کرد، قوانین ۱.۴ تا ۳.۴ اعمال می‌شود: ۱.۴) امتیازات به دست آمده در رقابت رو در روی این تیم‌ها. ۲.۴) گل‌های خارج از خانه در رقابت رو در روی این تیم‌ها. ۳.۴) بازی‌های پلی‌آف. صعود و سقوط کسب سهمیه حضور در مرحله گروهی لیگ قهرمانان اروپا ۲۱–۲۰۲۰ کسب سهمیه حضور در مرحله گروهی لیگ اروپا ۲۱–۲۰۲۰ کسب سهمیه حضور در دور دوم مقدماتی لیگ اروپا ۲۱–۲۰۲۰ سقوط به چمپیونشیپ ۲۱–۲۰۲۰ |
| ۱۲             | اورتون          | ۴۹     | ۳۸   | ۱۳ | ۱۰ | ۱۵ | ۴۴   | ۵۶   | ۱۲-  | قوانین جدول رده‌بندی: ۱) امتیازات ۲) تفاضل گل ۳) گل‌های زده ۴)اگر قهرمان، تیم‌های سقوط کرده یا تیم‌های واجد شرایط برای حضور در مسابقات اروپایی را نمی‌توان با قوانین ۱ تا ۳ تعیین کرد، قوانین ۱.۴ تا ۳.۴ اعمال می‌شود: ۱.۴) امتیازات به دست آمده در رقابت رو در روی این تیم‌ها. ۲.۴) گل‌های خارج از خانه در رقابت رو در روی این تیم‌ها. ۳.۴) بازی‌های پلی‌آف. صعود و سقوط کسب سهمیه حضور در مرحله گروهی لیگ قهرمانان اروپا ۲۱–۲۰۲۰ کسب سهمیه حضور در مرحله گروهی لیگ اروپا ۲۱–۲۰۲۰ کسب سهمیه حضور در دور دوم مقدماتی لیگ اروپا ۲۱–۲۰۲۰ سقوط به چمپیونشیپ ۲۱–۲۰۲۰ |
| ۱۳             | نیوکاسل یونایتد | ۴۴     | ۳۸   | ۱۱ | ۱۱ | ۱۶ | ۳۸   | ۵۸   | ۲۰-  | قوانین جدول رده‌بندی: ۱) امتیازات ۲) تفاضل گل ۳) گل‌های زده ۴)اگر قهرمان، تیم‌های سقوط کرده یا تیم‌های واجد شرایط برای حضور در مسابقات اروپایی را نمی‌توان با قوانین ۱ تا ۳ تعیین کرد، قوانین ۱.۴ تا ۳.۴ اعمال می‌شود: ۱.۴) امتیازات به دست آمده در رقابت رو در روی این تیم‌ها. ۲.۴) گل‌های خارج از خانه در رقابت رو در روی این تیم‌ها. ۳.۴) بازی‌های پلی‌آف. صعود و سقوط کسب سهمیه حضور در مرحله گروهی لیگ قهرمانان اروپا ۲۱–۲۰۲۰ کسب سهمیه حضور در مرحله گروهی لیگ اروپا ۲۱–۲۰۲۰ کسب سهمیه حضور در دور دوم مقدماتی لیگ اروپا ۲۱–۲۰۲۰ سقوط به چمپیونشیپ ۲۱–۲۰۲۰ |
| ۱۴             | کریستال پالاس   | ۴۳     | ۳۸   | ۱۱ | ۱۰ | ۱۷ | ۳۱   | ۵۰   | ۱۹-  | قوانین جدول رده‌بندی: ۱) امتیازات ۲) تفاضل گل ۳) گل‌های زده ۴)اگر قهرمان، تیم‌های سقوط کرده یا تیم‌های واجد شرایط برای حضور در مسابقات اروپایی را نمی‌توان با قوانین ۱ تا ۳ تعیین کرد، قوانین ۱.۴ تا ۳.۴ اعمال می‌شود: ۱.۴) امتیازات به دست آمده در رقابت رو در روی این تیم‌ها. ۲.۴) گل‌های خارج از خانه در رقابت رو در روی این تیم‌ها. ۳.۴) بازی‌های پلی‌آف. صعود و سقوط کسب سهمیه حضور در مرحله گروهی لیگ قهرمانان اروپا ۲۱–۲۰۲۰ کسب سهمیه حضور در مرحله گروهی لیگ اروپا ۲۱–۲۰۲۰ کسب سهمیه حضور در دور دوم مقدماتی لیگ اروپا ۲۱–۲۰۲۰ سقوط به چمپیونشیپ ۲۱–۲۰۲۰ |
| ۱۵             | برایتون         | ۴۱     | ۳۸   | ۹  | ۱۴ | ۱۵ | ۳۹   | ۵۴   | ۱۵-  | قوانین جدول رده‌بندی: ۱) امتیازات ۲) تفاضل گل ۳) گل‌های زده ۴)اگر قهرمان، تیم‌های سقوط کرده یا تیم‌های واجد شرایط برای حضور در مسابقات اروپایی را نمی‌توان با قوانین ۱ تا ۳ تعیین کرد، قوانین ۱.۴ تا ۳.۴ اعمال می‌شود: ۱.۴) امتیازات به دست آمده در رقابت رو در روی این تیم‌ها. ۲.۴) گل‌های خارج از خانه در رقابت رو در روی این تیم‌ها. ۳.۴) بازی‌های پلی‌آف. صعود و سقوط کسب سهمیه حضور در مرحله گروهی لیگ قهرمانان اروپا ۲۱–۲۰۲۰ کسب سهمیه حضور در مرحله گروهی لیگ اروپا ۲۱–۲۰۲۰ کسب سهمیه حضور در دور دوم مقدماتی لیگ اروپا ۲۱–۲۰۲۰ سقوط به چمپیونشیپ ۲۱–۲۰۲۰ |
| ۱۶             | وستهام          | ۳۹     | ۳۸   | ۱۰ | ۹  | ۱۹ | ۴۹   | ۶۲   | ۱۳-  | قوانین جدول رده‌بندی: ۱) امتیازات ۲) تفاضل گل ۳) گل‌های زده ۴)اگر قهرمان، تیم‌های سقوط کرده یا تیم‌های واجد شرایط برای حضور در مسابقات اروپایی را نمی‌توان با قوانین ۱ تا ۳ تعیین کرد، قوانین ۱.۴ تا ۳.۴ اعمال می‌شود: ۱.۴) امتیازات به دست آمده در رقابت رو در روی این تیم‌ها. ۲.۴) گل‌های خارج از خانه در رقابت رو در روی این تیم‌ها. ۳.۴) بازی‌های پلی‌آف. صعود و سقوط کسب سهمیه حضور در مرحله گروهی لیگ قهرمانان اروپا ۲۱–۲۰۲۰ کسب سهمیه حضور در مرحله گروهی لیگ اروپا ۲۱–۲۰۲۰ کسب سهمیه حضور در دور دوم مقدماتی لیگ اروپا ۲۱–۲۰۲۰ سقوط به چمپیونشیپ ۲۱–۲۰۲۰ |
| ۱۷             | استون ویلا      | ۳۵     | ۳۸   | ۹  | ۸  | ۲۱ | ۴۱   | ۶۷   | ۲۶-  | قوانین جدول رده‌بندی: ۱) امتیازات ۲) تفاضل گل ۳) گل‌های زده ۴)اگر قهرمان، تیم‌های سقوط کرده یا تیم‌های واجد شرایط برای حضور در مسابقات اروپایی را نمی‌توان با قوانین ۱ تا ۳ تعیین کرد، قوانین ۱.۴ تا ۳.۴ اعمال می‌شود: ۱.۴) امتیازات به دست آمده در رقابت رو در روی این تیم‌ها. ۲.۴) گل‌های خارج از خانه در رقابت رو در روی این تیم‌ها. ۳.۴) بازی‌های پلی‌آف. صعود و سقوط کسب سهمیه حضور در مرحله گروهی لیگ قهرمانان اروپا ۲۱–۲۰۲۰ کسب سهمیه حضور در مرحله گروهی لیگ اروپا ۲۱–۲۰۲۰ کسب سهمیه حضور در دور دوم مقدماتی لیگ اروپا ۲۱–۲۰۲۰ سقوط به چمپیونشیپ ۲۱–۲۰۲۰ |
| ۱۸             | بورنموث         | ۳۴     | ۳۸   | ۹  | ۷  | ۲۲ | ۴۰   | ۶۵   | ۲۵-  | قوانین جدول رده‌بندی: ۱) امتیازات ۲) تفاضل گل ۳) گل‌های زده ۴)اگر قهرمان، تیم‌های سقوط کرده یا تیم‌های واجد شرایط برای حضور در مسابقات اروپایی را نمی‌توان با قوانین ۱ تا ۳ تعیین کرد، قوانین ۱.۴ تا ۳.۴ اعمال می‌شود: ۱.۴) امتیازات به دست آمده در رقابت رو در روی این تیم‌ها. ۲.۴) گل‌های خارج از خانه در رقابت رو در روی این تیم‌ها. ۳.۴) بازی‌های پلی‌آف. صعود و سقوط کسب سهمیه حضور در مرحله گروهی لیگ قهرمانان اروپا ۲۱–۲۰۲۰ کسب سهمیه حضور در مرحله گروهی لیگ اروپا ۲۱–۲۰۲۰ کسب سهمیه حضور در دور دوم مقدماتی لیگ اروپا ۲۱–۲۰۲۰ سقوط به چمپیونشیپ ۲۱–۲۰۲۰ |
| ۱۹             | واتفورد         | ۳۴     | ۳۸   | ۸  | ۱۰ | ۲۰ | ۳۶   | ۶۴   | ۲۸-  | قوانین جدول رده‌بندی: ۱) امتیازات ۲) تفاضل گل ۳) گل‌های زده ۴)اگر قهرمان، تیم‌های سقوط کرده یا تیم‌های واجد شرایط برای حضور در مسابقات اروپایی را نمی‌توان با قوانین ۱ تا ۳ تعیین کرد، قوانین ۱.۴ تا ۳.۴ اعمال می‌شود: ۱.۴) امتیازات به دست آمده در رقابت رو در روی این تیم‌ها. ۲.۴) گل‌های خارج از خانه در رقابت رو در روی این تیم‌ها. ۳.۴) بازی‌های پلی‌آف. صعود و سقوط کسب سهمیه حضور در مرحله گروهی لیگ قهرمانان اروپا ۲۱–۲۰۲۰ کسب سهمیه حضور در مرحله گروهی لیگ اروپا ۲۱–۲۰۲۰ کسب سهمیه حضور در دور دوم مقدماتی لیگ اروپا ۲۱–۲۰۲۰ سقوط به چمپیونشیپ ۲۱–۲۰۲۰ |
| ۲۰             | نوریچ سیتی      | ۲۱     | ۳۸   | ۵  | ۶  | ۲۷ | ۲۶   | ۷۵   | ۴۹-  | قوانین جدول رده‌بندی: ۱) امتیازات ۲) تفاضل گل ۳) گل‌های زده ۴)اگر قهرمان، تیم‌های سقوط کرده یا تیم‌های واجد شرایط برای حضور در مسابقات اروپایی را نمی‌توان با قوانین ۱ تا ۳ تعیین کرد، قوانین ۱.۴ تا ۳.۴ اعمال می‌شود: ۱.۴) امتیازات به دست آمده در رقابت رو در روی این تیم‌ها. ۲.۴) گل‌های خارج از خانه در رقابت رو در روی این تیم‌ها. ۳.۴) بازی‌های پلی‌آف. صعود و سقوط کسب سهمیه حضور در مرحله گروهی لیگ قهرمانان اروپا ۲۱–۲۰۲۰ کسب سهمیه حضور در مرحله گروهی لیگ اروپا ۲۱–۲۰۲۰ کسب سهمیه حضور در دور دوم مقدماتی لیگ اروپا ۲۱–۲۰۲۰ سقوط به چمپیونشیپ ۲۱–۲۰۲۰ |
| منبع: لیگ برتر |                 |        |      |    |    |    |      |      |      | |

### جایگاه در جدول براساس هفته
بازی‌های به تعویق انداخته شده طبق برنامه اصلی نمایش داده شده‌اند. 
| تیم            | ۱  | ۲  | ۳  | ۴  | ۵  | ۶  | ۷  | ۸  | ۹  | ۱۰ | ۱۱ | ۱۲ | ۱۳ | ۱۴ | ۱۵ | ۱۶ | ۱۷ | ۱۸ | ۱۹ | ۲۰ | ۲۱ | ۲۲ | ۲۳ | ۲۴ | ۲۵ | ۲۶ | ۲۷ | ۲۸ | ۲۹ | ۳۰ | ۳۱ | ۳۲ | ۳۳ | ۳۴ | ۳۵ | ۳۶ | ۳۷ | ۳۸ |
| تیم            |    |    |    |    |    |    |    |    |    |    |    |    |    |    |    |    |    |    |    |    |    |    |    |    |    |    |    |    |    |    |    |    |    |    |    |    |    |    |
| -------------- | -- | -- | -- | -- | -- | -- | -- | -- | -- | -- | -- | -- | -- | -- | -- | -- | -- | -- | -- | -- | -- | -- | -- | -- | -- | -- | -- | -- | -- | -- | -- | -- | -- | -- | -- | -- | -- | -- |
| لیورپول        | ۳  | ۱  | ۱  | ۱  | ۱  | ۱  | ۱  | ۱  | ۱  | ۱  | ۱  | ۱  | ۱  | ۱  | ۱  | ۱  | ۱  | ۱  | ۱  | ۱  | ۱  | ۱  | ۱  | ۱  | ۱  | ۱  | ۱  | ۱  | ۱  | ۱  | ۱  | ۱  | ۱  | ۱  | ۱  | ۱  | ۱  | ۱  |
| منچستر سیتی    | ۱  | ۳  | ۲  | ۲  | ۲  | ۲  | ۲  | ۲  | ۲  | ۲  | ۲  | ۴  | ۳  | ۳  | ۳  | ۳  | ۳  | ۳  | ۳  | ۳  | ۳  | ۲  | ۲  | ۲  | ۲  | ۲  | ۲  | ۲  | ۲  | ۲  | ۲  | ۲  | ۲  | ۲  | ۲  | ۲  | ۲  | ۲  |
| منچستر یونایتد | ۲  | ۴  | ۵  | ۸  | ۴  | ۸  | ۱۰ | ۱۲ | ۱۴ | ۷  | ۱۰ | ۷  | ۹  | ۹  | ۶  | ۵  | ۷  | ۸  | ۸  | ۵  | ۵  | ۵  | ۵  | ۵  | ۷  | ۷  | ۵  | ۵  | ۵  | ۵  | ۵  | ۵  | ۵  | ۵  | ۵  | ۵  | ۳  | ۳  |
| چلسی           | ۱۹ | ۱۵ | ۱۳ | ۱۱ | ۶  | ۱۱ | ۷  | ۵  | ۴  | ۴  | ۴  | ۳  | ۴  | ۴  | ۴  | ۴  | ۴  | ۴  | ۴  | ۴  | ۴  | ۴  | ۴  | ۴  | ۴  | ۴  | ۴  | ۴  | ۴  | ۴  | ۴  | ۴  | ۴  | ۳  | ۳  | ۳  | ۴  | ۴  |
| لستر سیتی      | ۱۳ | ۱۲ | ۴  | ۳  | ۵  | ۳  | ۳  | ۴  | ۳  | ۳  | ۳  | ۲  | ۲  | ۲  | ۲  | ۲  | ۲  | ۲  | ۲  | ۲  | ۲  | ۳  | ۳  | ۳  | ۳  | ۳  | ۳  | ۳  | ۳  | ۳  | ۳  | ۳  | ۳  | ۴  | ۴  | ۴  | ۵  | ۵  |
| تاتنهام        | ۶  | ۶  | ۷  | ۹  | ۳  | ۷  | ۶  | ۹  | ۷  | ۱۱ | ۱۱ | ۱۴ | ۱۰ | ۵  | ۸  | ۷  | ۵  | ۷  | ۶  | ۶  | ۶  | ۸  | ۸  | ۶  | ۵  | ۵  | ۶  | ۷  | ۸  | ۸  | ۷  | ۹  | ۸  | ۹  | ۸  | ۷  | ۷  | ۶  |
| ولورهمپتون     | ۱۲ | ۱۳ | ۱۵ | ۱۷ | ۱۹ | ۱۹ | ۱۳ | ۱۱ | ۱۳ | ۱۲ | ۱۲ | ۸  | ۵  | ۶  | ۵  | ۶  | ۸  | ۶  | ۵  | ۷  | ۷  | ۷  | ۶  | ۷  | ۸  | ۸  | ۸  | ۶  | ۶  | ۶  | ۶  | ۶  | ۶  | ۶  | ۶  | ۶  | ۶  | ۷  |
| آرسنال         | ۷  | ۲  | ۳  | ۵  | ۷  | ۴  | ۴  | ۳  | ۵  | ۵  | ۵  | ۶  | ۸  | ۸  | ۱۰ | ۹  | ۱۰ | ۱۱ | ۱۱ | ۱۲ | ۱۰ | ۱۰ | ۱۰ | ۱۰ | ۱۰ | ۱۰ | ۹  | ۱۰ | ۹  | ۱۰ | ۹  | ۸  | ۷  | ۸  | ۹  | ۹  | ۱۰ | ۸  |
| شفیلد یونایتد  | ۸  | ۸  | ۹  | ۱۰ | ۱۵ | ۱۰ | ۱۲ | ۱۳ | ۹  | ۸  | ۶  | ۵  | ۶  | ۷  | ۹  | ۸  | ۶  | ۵  | ۷  | ۸  | ۸  | ۶  | ۷  | ۸  | ۶  | ۶  | ۷  | ۸  | ۷  | ۷  | ۸  | ۷  | ۹  | ۷  | ۷  | ۸  | ۸  | ۹  |
| برنلی          | ۵  | ۱۰ | ۶  | ۱۲ | ۱۴ | ۹  | ۱۱ | ۷  | ۸  | ۱۳ | ۱۴ | ۱۰ | ۷  | ۱۰ | ۱۲ | ۱۳ | ۱۲ | ۱۰ | ۱۲ | ۱۳ | ۱۵ | ۱۵ | ۱۴ | ۱۳ | ۱۱ | ۱۱ | ۱۰ | ۹  | ۱۰ | ۱۱ | ۱۱ | ۱۰ | ۱۰ | ۱۰ | ۱۰ | ۱۰ | ۹  | ۱۰ |
| ساوت‌همپتون     | ۱۷ | ۱۹ | ۱۸ | ۱۳ | ۱۰ | ۱۳ | ۱۴ | ۱۷ | ۱۷ | ۱۸ | ۱۸ | ۱۹ | ۱۹ | ۱۸ | ۱۷ | ۱۸ | ۱۸ | ۱۷ | ۱۴ | ۱۵ | ۱۲ | ۱۲ | ۱۳ | ۹  | ۱۳ | ۱۲ | ۱۲ | ۱۳ | ۱۴ | ۱۴ | ۱۴ | ۱۴ | ۱۳ | ۱۲ | ۱۲ | ۱۲ | ۱۲ | ۱۱ |
| اورتون         | ۱۱ | ۹  | ۱۲ | ۶  | ۱۱ | ۱۴ | ۱۵ | ۱۸ | ۱۵ | ۱۶ | ۱۷ | ۱۵ | ۱۶ | ۱۷ | ۱۸ | ۱۴ | ۱۶ | ۱۵ | ۱۳ | ۱۰ | ۱۱ | ۱۱ | ۱۱ | ۱۲ | ۹  | ۹  | ۱۱ | ۱۱ | ۱۲ | ۱۲ | ۱۲ | ۱۱ | ۱۱ | ۱۱ | ۱۱ | ۱۱ | ۱۱ | ۱۲ |
| نیوکاسل        | ۱۴ | ۱۸ | ۱۹ | ۱۴ | ۱۸ | ۱۷ | ۱۹ | ۱۶ | ۱۸ | ۱۷ | ۱۵ | ۱۳ | ۱۴ | ۱۴ | ۱۱ | ۱۱ | ۱۱ | ۹  | ۱۰ | ۱۱ | ۱۳ | ۱۳ | ۱۲ | ۱۴ | ۱۲ | ۱۳ | ۱۴ | ۱۴ | ۱۳ | ۱۳ | ۱۳ | ۱۳ | ۱۲ | ۱۳ | ۱۳ | ۱۳ | ۱۳ | ۱۳ |
| کریستال پالاس  | ۱۰ | ۱۴ | ۱۰ | ۴  | ۱۲ | ۱۲ | ۹  | ۶  | ۶  | ۶  | ۹  | ۱۲ | ۱۳ | ۱۱ | ۷  | ۱۰ | ۹  | ۱۲ | ۹  | ۹  | ۹  | ۹  | ۹  | ۱۱ | ۱۴ | ۱۴ | ۱۳ | ۱۲ | ۱۱ | ۹  | ۱۰ | ۱۲ | ۱۴ | ۱۴ | ۱۴ | ۱۴ | ۱۴ | ۱۴ |
| برایتون        | ۴  | ۵  | ۸  | ۱۶ | ۱۶ | ۱۵ | ۱۶ | ۱۴ | ۱۶ | ۱۴ | ۸  | ۱۱ | ۱۲ | ۱۶ | ۱۳ | ۱۲ | ۱۳ | ۱۳ | ۱۵ | ۱۴ | ۱۴ | ۱۴ | ۱۵ | ۱۵ | ۱۵ | ۱۵ | ۱۵ | ۱۵ | ۱۵ | ۱۵ | ۱۵ | ۱۵ | ۱۵ | ۱۵ | ۱۵ | ۱۶ | ۱۶ | ۱۵ |
| وستهام یونایتد | ۲۰ | ۱۶ | ۱۴ | ۷  | ۸  | ۵  | ۵  | ۸  | ۱۱ | ۱۰ | ۱۳ | ۱۶ | ۱۷ | ۱۳ | ۱۵ | ۱۶ | ۱۵ | ۱۶ | ۱۷ | ۱۷ | ۱۶ | ۱۶ | ۱۶ | ۱۷ | ۱۸ | ۱۸ | ۱۸ | ۱۶ | ۱۶ | ۱۷ | ۱۷ | ۱۶ | ۱۶ | ۱۶ | ۱۶ | ۱۵ | ۱۵ | ۱۶ |
| استون ویلا     | ۱۵ | ۱۷ | ۱۶ | ۱۸ | ۱۷ | ۱۸ | ۱۸ | ۱۵ | ۱۲ | ۱۵ | ۱۶ | ۱۷ | ۱۵ | ۱۵ | ۱۶ | ۱۷ | ۱۷ | ۱۸ | ۱۸ | ۱۸ | ۱۷ | ۱۸ | ۱۸ | ۱۶ | ۱۷ | ۱۷ | ۱۷ | ۱۹ | ۱۹ | ۱۹ | ۱۹ | ۱۸ | ۱۸ | ۱۹ | ۱۹ | ۱۹ | ۱۷ | ۱۷ |
| بورنموت        | ۹  | ۷  | ۱۱ | ۱۵ | ۹  | ۶  | ۸  | ۱۰ | ۱۰ | ۹  | ۷  | ۹  | ۱۱ | ۱۲ | ۱۴ | ۱۵ | ۱۴ | ۱۴ | ۱۶ | ۱۶ | ۱۸ | ۱۹ | ۱۹ | ۱۸ | ۱۶ | ۱۶ | ۱۶ | ۱۸ | ۱۸ | ۱۸ | ۱۸ | ۱۹ | ۱۹ | ۱۸ | ۱۸ | ۱۸ | ۱۹ | ۱۸ |
| واتفورد        | ۱۸ | ۲۰ | ۲۰ | ۲۰ | ۲۰ | ۲۰ | ۲۰ | ۲۰ | ۲۰ | ۲۰ | ۲۰ | ۱۸ | ۲۰ | ۲۰ | ۲۰ | ۲۰ | ۲۰ | ۲۰ | ۱۹ | ۱۹ | ۱۹ | ۱۷ | ۱۷ | ۱۹ | ۱۹ | ۱۹ | ۱۹ | ۱۷ | ۱۷ | ۱۶ | ۱۶ | ۱۷ | ۱۷ | ۱۷ | ۱۷ | ۱۷ | ۱۸ | ۱۹ |
| نورویچ         | ۱۶ | ۱۱ | ۱۷ | ۱۹ | ۱۳ | ۱۶ | ۱۷ | ۱۹ | ۱۹ | ۱۹ | ۱۹ | ۲۰ | ۱۸ | ۱۹ | ۱۹ | ۱۹ | ۱۹ | ۱۹ | ۲۰ | ۲۰ | ۲۰ | ۲۰ | ۲۰ | ۲۰ | ۲۰ | ۲۰ | ۲۰ | ۲۰ | ۲۰ | ۲۰ | ۲۰ | ۲۰ | ۲۰ | ۲۰ | ۲۰ | ۲۰ | ۲۰ | ۲۰ |

### امتیاز براساس هفته
| تیم             | ۱ | ۲ | ۳ | ۴  | ۵  | ۶  | ۷  | ۸  | ۹  | ۱۰ | ۱۱ | ۱۲ | ۱۳ | ۱۴ | ۱۵ | ۱۶ | ۱۷ | ۱۸  | ۱۹ | ۲۰ | ۲۱ | ۲۲ | ۲۳ | ۲۴ | ۲۵  | ۲۶ | ۲۷ | ۲۸  | ۲۹ | ۳۰  | ۳۱ | ۳۲ | ۳۳ | ۳۴ | ۳۵ | ۳۶ | ۳۷ | ۳۸ |
| تیم             |   |   |   |    |    |    |    |    |    |    |    |    |    |    |    |    |    |     |    |    |    |    |    |    |     |    |    |     |    |     |    |    |    |    |    |    |    |    |
| --------------- | - | - | - | -- | -- | -- | -- | -- | -- | -- | -- | -- | -- | -- | -- | -- | -- | --- | -- | -- | -- | -- | -- | -- | --- | -- | -- | --- | -- | --- | -- | -- | -- | -- | -- | -- | -- | -- |
| آرسنال          | ۳ | ۶ | ۶ | ۷  | ۸  | ۱۱ | ۱۲ | ۱۵ | ۱۵ | ۱۶ | ۱۷ | ۱۷ | ۱۸ | ۱۹ | ۱۹ | ۲۲ | ۲۲ | ۲۳  | ۲۴ | ۲۴ | ۲۷ | ۲۸ | ۲۹ | ۳۰ | ۳۱  | ۳۴ | ۳۷ | ۳۷  | ۴۰ | ۴۰  | ۴۳ | ۴۶ | ۴۹ | ۵۰ | ۵۰ | ۵۳ | ۵۳ | ۵۶ |
| استون ویلا      | ۰ | ۰ | ۳ | ۳  | ۴  | ۴  | ۵  | ۸  | ۱۱ | ۱۱ | ۱۱ | ۱۱ | ۱۴ | ۱۵ | ۱۵ | ۱۵ | ۱۵ | ۱۵  | ۱۸ | ۱۸ | ۲۱ | ۲۱ | ۲۲ | ۲۵ | ۲۵  | ۲۵ | ۲۵ | ۲۵* | ۲۵ | ۲۶* | ۲۷ | ۲۷ | ۲۷ | ۲۷ | ۳۰ | ۳۱ | ۳۴ | ۳۵ |
| بورنموث         | ۱ | ۴ | ۴ | ۴  | ۷  | ۱۰ | ۱۱ | ۱۱ | ۱۳ | ۱۳ | ۱۶ | ۱۶ | ۱۶ | ۱۶ | ۱۶ | ۱۶ | ۱۹ | ۱۹  | ۲۰ | ۲۰ | ۲۰ | ۲۰ | ۲۰ | ۲۳ | ۲۶  | ۲۶ | ۲۶ | ۲۷  | ۲۷ | ۲۷  | ۲۷ | ۲۷ | ۲۷ | ۲۸ | ۳۱ | ۳۱ | ۳۱ | ۳۴ |
| برایتون         | ۳ | ۴ | ۴ | ۴  | ۵  | ۶  | ۶  | ۹  | ۹  | ۱۲ | ۱۵ | ۱۵ | ۱۵ | ۱۵ | ۱۸ | ۱۹ | ۲۰ | ۲۰  | ۲۰ | ۲۳ | ۲۴ | ۲۴ | ۲۵ | ۲۵ | ۲۶  | ۲۷ | ۲۸ | ۲۸  | ۲۹ | ۳۲  | ۳۳ | ۳۳ | ۳۶ | ۳۶ | ۳۶ | ۳۷ | ۳۸ | ۴۱ |
| برنلی           | ۳ | ۳ | ۴ | ۴  | ۵  | ۸  | ۹  | ۱۲ | ۱۲ | ۱۲ | ۱۲ | ۱۵ | ۱۸ | ۱۸ | ۱۸ | ۱۸ | ۲۱ | ۲۴  | ۲۴ | ۲۴ | ۲۴ | ۲۴ | ۲۷ | ۳۰ | ۳۱  | ۳۴ | ۳۷ | ۳۸  | ۳۹ | ۳۹  | ۴۲ | ۴۵ | ۴۶ | ۴۹ | ۵۰ | ۵۱ | ۵۴ | ۵۴ |
| چلسی            | ۰ | ۱ | ۴ | ۵  | ۸  | ۸  | ۱۱ | ۱۴ | ۱۷ | ۲۰ | ۲۳ | ۲۶ | ۲۶ | ۲۶ | ۲۹ | ۲۹ | ۲۹ | ۳۲  | ۳۲ | ۳۵ | ۳۶ | ۳۹ | ۳۹ | ۴۰ | ۴۱  | ۴۱ | ۴۴ | ۴۵  | ۴۸ | ۵۱  | ۵۴ | ۵۴ | ۵۷ | ۶۰ | ۶۰ | ۶۳ | ۶۳ | ۶۶ |
| کریستال پالاس   | ۱ | ۱ | ۴ | ۷  | ۷  | ۸  | ۱۱ | ۱۴ | ۱۴ | ۱۵ | ۱۵ | ۱۵ | ۱۵ | ۱۸ | ۲۱ | ۲۲ | ۲۳ | ۲۳  | ۲۶ | ۲۷ | ۲۸ | ۲۹ | ۳۰ | ۳۰ | ۳۰  | ۳۰ | ۳۳ | ۳۶  | ۳۹ | ۴۲  | ۴۲ | ۴۲ | ۴۲ | ۴۲ | ۴۲ | ۴۲ | ۴۲ | ۴۳ |
| اورتون          | ۱ | ۴ | ۴ | ۷  | ۷  | ۷  | ۷  | ۷  | ۱۰ | ۱۰ | ۱۱ | ۱۴ | ۱۴ | ۱۴ | ۱۴ | ۱۷ | ۱۸ | ۱۹  | ۲۲ | ۲۵ | ۲۵ | ۲۸ | ۲۹ | ۳۰ | ۳۳  | ۳۶ | ۳۶ | ۳۷  | ۳۷ | ۳۸  | ۴۱ | ۴۴ | ۴۴ | ۴۵ | ۴۵ | ۴۶ | ۴۹ | ۴۹ |
| لستر سیتی       | ۱ | ۲ | ۵ | ۸  | ۸  | ۱۱ | ۱۴ | ۱۴ | ۱۷ | ۲۰ | ۲۳ | ۲۶ | ۲۹ | ۳۲ | ۳۵ | ۳۸ | ۳۹ | ۳۹  | ۳۹ | ۴۲ | ۴۵ | ۴۵ | ۴۵ | ۴۸ | ۴۹  | ۵۰ | ۵۰ | ۵۰  | ۵۳ | ۵۴  | ۵۵ | ۵۵ | ۵۸ | ۵۹ | ۵۹ | ۶۲ | ۶۲ | ۶۲ |
| لیورپول         | ۳ | ۶ | ۹ | ۱۲ | ۱۵ | ۱۸ | ۲۱ | ۲۴ | ۲۵ | ۲۸ | ۳۱ | ۳۴ | ۳۷ | ۴۰ | ۴۳ | ۴۶ | ۴۹ | ۴۹* | ۵۲ | ۵۵ | ۵۸ | ۶۱ | ۶۴ | ۶۷ | ۷۳* | ۷۶ | ۷۹ | ۷۹  | ۸۲ | ۸۳  | ۸۶ | ۸۶ | ۸۹ | ۹۲ | ۹۳ | ۹۳ | ۹۶ | ۹۹ |
| منچستر سیتی     | ۳ | ۴ | ۷ | ۱۰ | ۱۰ | ۱۳ | ۱۶ | ۱۶ | ۱۹ | ۲۲ | ۲۵ | ۲۵ | ۲۸ | ۲۹ | ۳۲ | ۳۲ | ۳۵ | ۳۸  | ۳۸ | ۴۱ | ۴۴ | ۴۷ | ۴۸ | ۵۱ | ۵۱  | ۵۴ | ۵۷ | ۵۷* | ۵۷ | ۶۳* | ۶۳ | ۶۶ | ۶۶ | ۶۹ | ۷۲ | ۷۵ | ۷۸ | ۸۱ |
| منچستر یونایتد  | ۳ | ۴ | ۴ | ۵  | ۸  | ۸  | ۹  | ۹  | ۱۰ | ۱۳ | ۱۳ | ۱۶ | ۱۷ | ۱۸ | ۲۱ | ۲۴ | ۲۵ | ۲۵  | ۲۸ | ۳۱ | ۳۱ | ۳۴ | ۳۴ | ۳۴ | ۳۵  | ۳۸ | ۴۱ | ۴۲  | ۴۵ | ۴۶  | ۴۹ | ۵۲ | ۵۵ | ۵۸ | ۵۹ | ۶۲ | ۶۳ | ۶۶ |
| نیوکاسل یونایتد | ۰ | ۰ | ۳ | ۴  | ۴  | ۵  | ۵  | ۸  | ۸  | ۹  | ۱۲ | ۱۵ | ۱۵ | ۱۶ | ۱۹ | ۲۲ | ۲۲ | ۲۵  | ۲۵ | ۲۵ | ۲۵ | ۲۶ | ۲۹ | ۳۰ | ۳۱  | ۳۱ | ۳۱ | ۳۲  | ۳۵ | ۳۸  | ۳۹ | ۴۲ | ۴۳ | ۴۳ | ۴۳ | ۴۳ | ۴۴ | ۴۴ |
| نوریچ سیتی      | ۰ | ۳ | ۳ | ۳  | ۶  | ۶  | ۶  | ۶  | ۷  | ۷  | ۷  | ۷  | ۱۰ | ۱۱ | ۱۱ | ۱۱ | ۱۲ | ۱۲  | ۱۲ | ۱۳ | ۱۴ | ۱۴ | ۱۷ | ۱۷ | ۱۸  | ۱۸ | ۱۸ | ۲۱  | ۲۱ | ۲۱  | ۲۱ | ۲۱ | ۲۱ | ۲۱ | ۲۱ | ۲۱ | ۲۱ | ۲۱ |
| شفیلد یونایتد   | ۱ | ۴ | ۴ | ۵  | ۵  | ۸  | ۸  | ۹  | ۱۲ | ۱۳ | ۱۶ | ۱۷ | ۱۸ | ۱۹ | ۱۹ | ۲۲ | ۲۵ | ۲۸  | ۲۹ | ۲۹ | ۲۹ | ۳۲ | ۳۳ | ۳۳ | ۳۶  | ۳۹ | ۴۰ | ۴۰* | ۴۳ | ۴۴* | ۴۴ | ۴۷ | ۴۸ | ۵۱ | ۵۴ | ۵۴ | ۵۴ | ۵۴ |
| ساوت‌همپتون      | ۰ | ۰ | ۳ | ۴  | ۷  | ۷  | ۷  | ۷  | ۸  | ۸  | ۸  | ۸  | ۹  | ۱۲ | ۱۵ | ۱۵ | ۱۵ | ۱۸  | ۲۱ | ۲۲ | ۲۵ | ۲۸ | ۲۸ | ۳۱ | ۳۱  | ۳۱ | ۳۴ | ۳۴  | ۳۴ | ۳۷  | ۳۷ | ۴۰ | ۴۳ | ۴۴ | ۴۵ | ۴۶ | ۴۹ | ۵۲ |
| تاتنهام         | ۳ | ۴ | ۴ | ۵  | ۸  | ۸  | ۱۱ | ۱۱ | ۱۲ | ۱۲ | ۱۳ | ۱۴ | ۱۷ | ۲۰ | ۲۰ | ۲۳ | ۲۶ | ۲۶  | ۲۹ | ۳۰ | ۳۰ | ۳۰ | ۳۱ | ۳۴ | ۳۷  | ۴۰ | ۴۰ | ۴۰  | ۴۱ | ۴۲  | ۴۵ | ۴۵ | ۴۸ | ۴۹ | ۵۲ | ۵۵ | ۵۸ | ۵۹ |
| واتفورد         | ۰ | ۰ | ۰ | ۱  | ۲  | ۲  | ۲  | ۳  | ۴  | ۵  | ۵  | ۸  | ۸  | ۸  | ۸  | ۹  | ۹  | ۱۲  | ۱۳ | ۱۶ | ۱۹ | ۲۲ | ۲۳ | ۲۳ | ۲۳  | ۲۴ | ۲۴ | ۲۷  | ۲۷ | ۲۸  | ۲۸ | ۲۸ | ۲۸ | ۳۱ | ۳۴ | ۳۴ | ۳۴ | ۳۴ |
| وستهام          | ۰ | ۱ | ۴ | ۷  | ۸  | ۱۱ | ۱۲ | ۱۲ | ۱۲ | ۱۳ | ۱۳ | ۱۳ | ۱۳ | ۱۶ | ۱۶ | ۱۶ | ۱۹ | ۱۹  | ۱۹ | ۱۹ | ۲۲ | ۲۲ | ۲۳ | ۲۳ | ۲۴  | ۲۴ | ۲۴ | ۲۷  | ۲۷ | ۲۷  | ۲۷ | ۳۰ | ۳۱ | ۳۱ | ۳۴ | ۳۷ | ۳۸ | ۳۹ |
| ولورهمپتون      | ۱ | ۲ | ۳ | ۳  | ۳  | ۴  | ۷  | ۱۰ | ۱۱ | ۱۲ | ۱۳ | ۱۶ | ۱۹ | ۲۰ | ۲۳ | ۲۴ | ۲۴ | ۲۷  | ۳۰ | ۳۰ | ۳۰ | ۳۱ | ۳۴ | ۳۴ | ۳۵  | ۳۶ | ۳۹ | ۴۲  | ۴۳ | ۴۶  | ۴۹ | ۵۲ | ۵۲ | ۵۲ | ۵۵ | ۵۶ | ۵۹ | ۵۹ |

### جدول نتایج
تیم میزبان در ستون سمت راست و تیم مهمان در ردیف بالا ذکر شده‌است.
| میزبان/مهمان   | آرس | ویلا | بور | برا | برن | چلس | کریس | اور | لستر | لیور | سیتی | من‌یو | نیو | نور | شفی | ساوت | تات | وات | وست | ولوز |
| -------------- | --- | ---- | --- | --- | --- | --- | ---- | --- | ---- | ---- | ---- | ---- | --- | --- | --- | ---- | --- | --- | --- | ---- |
| آرسنال         |     | ۳–۲  | ۱–۰ | ۱–۲ | ۲–۱ | ۱–۲ | ۲–۲  | ۳–۲ | ۱–۱  | ۲–۱  | ۰–۳  | ۲–۰  | ۴–۰ | ۴–۰ | ۱–۱ | ۲–۲  | ۲–۲ | ۳–۲ | ۱–۰ | ۱–۱  |
| استون ویلا     | ۱–۰ |      | ۱–۲ | ۲–۱ | ۲–۲ | ۱–۲ | ۲–۰  | ۲–۰ | ۱–۴  | ۱–۲  | ۱–۶  | ۰–۳  | ۲–۰ | ۱–۰ | ۰–۰ | ۱–۳  | ۲–۳ | ۲–۱ | ۰–۰ | ۰–۱  |
| بورنموت        | ۱–۱ | ۲–۱  |     | ۳–۱ | ۰–۱ | ۲–۲ | ۰–۲  | ۳–۱ | ۴–۱  | ۰–۳  | ۱–۳  | ۱–۰  | ۱–۴ | ۰–۰ | ۱–۱ | ۰–۲  | ۰–۰ | ۰–۳ | ۲–۲ | ۱–۲  |
| برایتون        | ۲–۱ | ۱–۱  | ۲–۰ |     | ۱–۱ | ۱–۱ | ۰–۱  | ۳–۲ | ۰–۲  | ۱–۳  | ۰–۵  | ۰–۳  | ۰–۰ | ۲–۰ | ۰–۱ | ۰–۲  | ۳–۰ | ۱–۱ | ۱–۱ | ۲–۲  |
| برنلی          | ۰–۰ | ۱–۲  | ۳–۰ | ۱–۲ |     | ۲–۴ | ۰–۲  | ۱–۰ | ۲–۱  | ۰–۳  | ۱–۴  | ۰–۲  | ۱–۰ | ۲–۰ | ۱–۱ | ۳–۰  | ۱–۱ | ۱–۰ | ۳–۰ | ۱–۱  |
| چلسی           | ۲–۲ | ۲–۱  | ۰–۱ | ۲–۰ | ۳–۰ |     | ۲–۰  | ۴–۰ | ۱–۱  | ۱–۲  | ۲–۱  | ۰–۲  | ۱–۰ | ۱–۰ | ۲–۲ | ۰–۲  | ۲–۱ | ۳–۰ | ۰–۱ | ۲–۰  |
| کریستال پالاس  | ۱–۱ | ۱–۰  | ۱–۰ | ۱–۱ | ۰–۱ | ۲–۳ |      | ۰–۰ | ۰–۲  | ۱–۲  | ۰–۲  | ۰–۲  | ۱–۰ | ۲–۰ | ۰–۱ | ۰–۲  | ۱–۱ | ۱–۰ | ۲–۱ | ۱–۱  |
| اورتون         | ۰–۰ | ۱–۱  | ۱–۳ | ۱–۰ | ۱–۰ | ۳–۱ | ۳–۱  |     | ۲–۱  | ۰–۰  | ۱–۳  | ۱–۱  | ۲–۲ | ۰–۲ | ۰–۲ | ۱–۱  | ۱–۱ | ۱–۰ | ۲–۰ | ۳–۲  |
| لسترسیتی       | ۲–۰ | ۴–۰  | ۳–۱ | ۰–۰ | ۲–۱ | ۲–۲ | ۳–۰  | ۲–۱ |      | ۰–۴  | ۰–۱  | ۰–۲  | ۵–۰ | ۱–۱ | ۲–۰ | ۱–۲  | ۲–۱ | ۲–۰ | ۴–۱ | ۰–۰  |
| لیورپول        | ۳–۱ | ۲–۰  | ۲–۱ | ۲–۱ | ۱–۱ | ۵–۳ | ۴–۰  | ۵–۲ | ۲–۱  |      | ۳–۱  | ۲–۰  | ۳–۱ | ۴–۱ | ۲–۰ | ۴–۰  | ۲–۱ | ۲–۰ | ۳–۲ | ۱–۰  |
| منچسترسیتی     | ۳–۰ | ۳–۰  | ۲–۱ | ۴–۰ | ۵–۰ | ۲–۱ | ۲–۲  | ۲–۱ | ۳–۱  | ۴–۰  |      | ۱–۲  | ۵–۰ | ۵–۰ | ۲–۰ | ۲–۱  | ۲–۲ | ۸–۰ | ۲–۰ | ۰–۲  |
| منچستر یونایتد | ۱–۱ | ۲–۲  | ۵–۲ | ۳–۱ | ۰–۲ | ۴–۰ | ۱–۲  | ۱–۱ | ۱–۰  | ۱–۱  | ۲–۰  |      | ۴–۱ | ۴–۰ | ۳–۰ | ۲–۲  | ۲–۱ | ۳–۰ | ۱–۱ | ۰–۰  |
| نیوکاسل        | ۰–۱ | ۱–۱  | ۲–۱ | ۰–۰ | ۰–۰ | ۱–۰ | ۱–۰  | ۱–۲ | ۰–۳  | ۱–۳  | ۲–۲  | ۱–۰  |     | ۰–۰ | ۳–۰ | ۲–۱  | ۱–۳ | ۱–۱ | ۲–۲ | ۱–۱  |
| نوریچ          | ۲–۲ | ۱–۵  | ۱–۰ | ۰–۱ | ۰–۲ | ۲–۳ | ۱–۱  | ۰–۱ | ۱–۰  | ۰–۱  | ۳–۲  | ۱–۳  | ۳–۱ |     | ۱–۲ | ۰–۳  | ۲–۲ | ۰–۲ | ۰–۴ | ۱–۲  |
| شفیلد یونایتد  | ۱–۰ | ۲–۰  | ۲–۱ | ۱–۱ | ۳–۰ | ۳–۰ | ۱–۰  | ۰–۱ | ۱–۲  | ۰–۱  | ۰–۱  | ۳–۳  | ۰–۲ | ۱–۰ |     | ۰–۱  | ۳–۱ | ۱–۱ | ۱–۰ | ۱–۰  |
| ساوت‌همپتون     | ۰–۲ | ۲–۰  | ۱–۳ | ۱–۱ | ۱–۲ | ۱–۴ | ۱–۱  | ۱–۲ | ۰–۹  | ۱–۲  | ۱–۰  | ۱–۱  | ۰–۱ | ۲–۱ | ۳–۱ |      | ۱–۰ | ۲–۱ | ۰–۱ | ۲–۳  |
| تاتنهام        | ۲–۱ | ۳–۱  | ۳–۲ | ۲–۱ | ۵–۰ | ۰–۲ | ۴–۰  | ۱–۰ | ۳–۰  | ۰–۱  | ۲–۰  | ۱–۱  | ۰–۱ | ۲–۱ | ۱–۱ | ۲–۱  |     | ۱–۱ | ۲–۰ | ۲–۳  |
| واتفورد        | ۲–۲ | ۳–۰  | ۰–۰ | ۰–۳ | ۰–۳ | ۱–۲ | ۰–۰  | ۲–۳ | ۱–۱  | ۳–۰  | ۰–۴  | ۲–۰  | ۲–۱ | ۲–۱ | ۰–۰ | ۱–۳  | ۰–۰ |     | ۱–۳ | ۲–۱  |
| وستهام         | ۱–۳ | ۱–۱  | ۴–۰ | ۳–۳ | ۰–۱ | ۳–۲ | ۱–۲  | ۱–۱ | ۱–۲  | ۰–۲  | ۰–۵  | ۲–۰  | ۲–۳ | ۲–۰ | ۱–۱ | ۳–۱  | ۲–۳ | ۳–۱ |     | ۰–۲  |
| ولورهمپتون     | ۰–۲ | ۲–۱  | ۱–۰ | ۰–۰ | ۱–۱ | ۲–۵ | ۲–۰  | ۳–۰ | ۰–۰  | ۱–۲  | ۳–۲  | ۱–۱  | ۱–۱ | ۳–۰ | ۱–۱ | ۱–۱  | ۱–۲ | ۲–۰ | ۲–۰ |      |
| منبع: لیگ برتر |     |      |     |     |     |     |      |     |      |      |      |      |     |     |     |      |     |     |     |      |

### تقویم لیگ
نتایج هفتگی لیگ برتر ۲۰–۲۰۱۹.

#### نیم فصل اول
| لیورپول         | ۴ - ۱ | نوریچ سیتی             | آنفیلد        | ۹ اوت  | ۲۰:۰۰ |
| وستهام یونایتد  | ۰ - ۵ | منچستر سیتی            | المپیک لندن   | ۱۰ اوت | ۱۲:۳۰ |
| بورنموث         | ۱ - ۱ | شفیلد یونایتد          | وایتالیتی     | ۱۰ اوت | ۱۵:۰۰ |
| برنلی           | ۳ - ۰ | ساوت‌همپتون             | تارف مور      | ۱۰ اوت | ۱۵:۰۰ |
| کریستال پالاس   | ۰ - ۰ | اورتون                 | سلهارست پارک  | ۱۰ اوت | ۱۵:۰۰ |
| واتفورد         | ۰ - ۳ | برایتون اند هوو آلبیون | ویکاریج رود   | ۱۰ اوت | ۱۵:۰۰ |
| تاتنهام         | ۳ - ۱ | استون ویلا             | تاتنهام       | ۱۰ اوت | ۱۷:۳۰ |
| لستر سیتی       | ۰ - ۰ | ولورهمپتون واندررز     | کینگ‌پاور      | ۱۱ اوت | ۱۵:۰۰ |
| نیوکاسل یونایتد | ۰ - ۱ | آرسنال                 | سنت جیمز پارک | ۱۱ اوت | ۱۵:۰۰ |
| منچستر یونایتد  | ۴ - ۰ | چلسی                   | الدترافورد    | ۱۱ اوت | ۱۷:۳۰ |

| آرسنال                 | ۲ - ۱ | برنلی           | امارات        | ۱۷ اوت | ۱۲:۳۰ |
| استون ویلا             | ۱ - ۲ | بورنموث         | ویلا پارک     | ۱۷ اوت | ۱۵:۰۰ |
| برایتون اند هوو آلبیون | ۱ - ۱ | وستهام یونایتد  | آمکس          | ۱۷ اوت | ۱۵:۰۰ |
| اورتون                 | ۱ - ۰ | واتفورد         | گودیسون پارک  | ۱۷ اوت | ۱۵:۰۰ |
| نوریچ سیتی             | ۳ - ۱ | نیوکاسل یونایتد | کارو رود      | ۱۷ اوت | ۱۵:۰۰ |
| ساوت‌همپتون             | ۱ - ۲ | لیورپول         | سنت مریز      | ۱۷ اوت | ۱۵:۰۰ |
| منچستر سیتی            | ۲ - ۲ | تاتنهام         | اتحاد         | ۱۷ اوت | ۱۷:۳۰ |
| شفیلد یونایتد          | ۱ - ۰ | کریستال پالاس   | برامال لین    | ۱۸ اوت | ۱۴:۰۰ |
| چلسی                   | ۱ - ۱ | لستر سیتی       | استمفورد بریج | ۱۸ اوت | ۱۶:۳۰ |
| ولورهمپتون واندررز     | ۱ - ۱ | منچستر یونایتد  | مالینیو       | ۱۹ اوت | ۲۰:۰۰ |

| استون ویلا             | ۲ - ۰ | اورتون          | ویلا پارک      | ۲۳ اوت | ۲۰:۰۰ |
| نوریچ سیتی             | ۲ - ۳ | چلسی            | کارو رود       | ۲۴ اوت | ۱۲:۳۰ |
| برایتون اند هوو آلبیون | ۰ - ۲ | ساوت‌همپتون      | آمکس           | ۲۴ اوت | ۱۵:۰۰ |
| منچستر یونایتد         | ۱ - ۲ | کریستال پالاس   | الدترافورد     | ۲۴ اوت | ۱۵:۰۰ |
| شفیلد یونایتد          | ۱ - ۲ | لستر سیتی       | برامال لین     | ۲۴ اوت | ۱۵:۰۰ |
| واتفورد                | ۱ - ۳ | وستهام یونایتد  | ویکاریج رود    | ۲۴ اوت | ۱۵:۰۰ |
| لیورپول                | ۳ - ۱ | آرسنال          | آنفیلد         | ۲۴ اوت | ۱۷:۳۰ |
| بورنموث                | ۱ - ۳ | منچستر سیتی     | وایتالیتی      | ۲۵ اوت | ۱۴:۰۰ |
| تاتنهام                | ۰ - ۱ | نیوکاسل یونایتد | تاتنهام هاتسپر | ۲۵ اوت | ۱۶:۳۰ |
| ولورهمپتون واندررز     | ۱ - ۱ | برنلی           | مالینیو        | ۲۵ اوت | ۱۶:۳۰ |

| ساوت‌همپتون      | ۱ - ۱ | منچستر یونایتد         | سنت مریز      | ۳۱ اوت    | ۱۲:۳۰ |
| چلسی            | ۲ - ۲ | شفیلد یونایتد          | استمفورد بریج | ۳۱ اوت    | ۱۵:۰۰ |
| کریستال پالاس   | ۱ - ۰ | استون ویلا             | سلهارست پارک  | ۳۱ اوت    | ۱۵:۰۰ |
| لستر سیتی       | ۳ - ۱ | بورنموث                | کینگ‌پاور      | ۳۱ اوت    | ۱۵:۰۰ |
| منچستر سیتی     | ۴ - ۰ | برایتون اند هوو آلبیون | اتحاد         | ۳۱ اوت    | ۱۵:۰۰ |
| نیوکاسل یونایتد | ۱ - ۱ | واتفورد                | سنت جیمز پارک | ۳۱ اوت    | ۱۵:۰۰ |
| وستهام یونایتد  | ۲ - ۰ | نوریچ سیتی             | المپیک لندن   | ۳۱ اوت    | ۱۵:۰۰ |
| برنلی           | ۰ - ۳ | لیورپول                | تارف مور      | ۳۱ اوت    | ۱۷:۳۰ |
| اورتون          | ۳ - ۲ | ولورهمپتون واندررز     | گودیسون پارک  | ۱ سپتامبر | ۱۴:۰۰ |
| آرسنال          | ۲ - ۲ | تاتنهام                | امارات        | ۱ سپتامبر | ۱۶:۳۰ |

| لیورپول                | ۳ - ۱ | نیوکاسل یونایتد | آنفیلد         | ۱۴ سپتامبر | ۱۲:۳۰ |
| برایتون اند هوو آلبیون | ۱ - ۱ | برنلی           | آمکس           | ۱۴ سپتامبر | ۱۵:۰۰ |
| منچستر یونایتد         | ۱ - ۰ | لستر سیتی       | الدترافورد     | ۱۴ سپتامبر | ۱۵:۰۰ |
| شفیلد یونایتد          | ۰ - ۱ | ساوت‌همپتون      | برامال لین     | ۱۴ سپتامبر | ۱۵:۰۰ |
| تاتنهام هاتسپر         | ۴ - ۰ | کریستال پالاس   | تاتنهام هاتسپر | ۱۴ سپتامبر | ۱۵:۰۰ |
| ولورهمپتون واندررز     | ۲ - ۵ | چلسی            | مالینیو        | ۱۴ سپتامبر | ۱۵:۰۰ |
| نوریچ سیتی             | ۳ - ۲ | منچستر سیتی     | کارو رود       | ۱۴ سپتامبر | ۱۷:۳۰ |
| بورنموث                | ۳ - ۱ | اورتون          | وایتالیتی      | ۱۵ سپتامبر | ۱۴:۰۰ |
| واتفورد                | ۲ - ۲ | آرسنال          | ویکاریج رود    | ۱۵ سپتامبر | ۱۶:۳۰ |
| استون ویلا             | ۰ - ۰ | وستهام یونایتد  | ویلا پارک      | ۱۶ سپتامبر | ۲۰:۰۰ |

| ساوت‌همپتون      | ۱ - ۳ | بورنموث                | سنت مریز      | ۲۰ سپتامبر | ۲۰:۰۰ |
| لستر سیتی       | ۲ - ۱ | تاتنهام                | کینگ‌پاور      | ۲۱ سپتامبر | ۱۲:۳۰ |
| برنلی           | ۲ - ۰ | نوریچ سیتی             | تارف مور      | ۲۱ سپتامبر | ۱۵:۰۰ |
| اورتون          | ۰ - ۲ | شفیلد یونایتد          | گودیسون پارک  | ۲۱ سپتامبر | ۱۵:۰۰ |
| منچستر سیتی     | ۸ - ۰ | واتفورد                | اتحاد         | ۲۱ سپتامبر | ۱۵:۰۰ |
| نیوکاسل یونایتد | ۰ - ۰ | برایتون اند هوو آلبیون | سنت جیمز پارک | ۲۱ سپتامبر | ۱۷:۳۰ |
| وستهام یونایتد  | ۲ - ۰ | منچستر یونایتد         | المپیک لندن   | ۲۲ سپتامبر | ۱۴:۰۰ |
| کریستال پالاس   | ۱ - ۱ | ولورهمپتون واندررز     | سلهارست پارک  | ۲۲ سپتامبر | ۱۵:۰۰ |
| آرسنال          | ۳ - ۲ | استون ویلا             | امارات        | ۲۲ سپتامبر | ۱۶:۳۰ |
| چلسی            | ۱ - ۲ | لیورپول                | استمفورد بریج | ۲۲ سپتامبر | ۱۶:۳۰ |

| شفیلد یونایتد      | ۰ - ۱ | لیورپول                | برامال لین     | ۲۸ سپتامبر | ۱۲:۳۰ |
| استون ویلا         | ۲ - ۲ | برنلی                  | ویلا پارک      | ۲۸ سپتامبر | ۱۵:۰۰ |
| بورنموث            | ۲ - ۲ | وستهام یونایتد         | وایتالیتی      | ۲۸ سپتامبر | ۱۵:۰۰ |
| چلسی               | ۲ - ۰ | برایتون اند هوو آلبیون | استمفورد بریج  | ۲۸ سپتامبر | ۱۵:۰۰ |
| کریستال پالاس      | ۲ - ۰ | نوریچ سیتی             | سلهارست پارک   | ۲۸ سپتامبر | ۱۵:۰۰ |
| تاتنهام هاتسپر     | ۲ - ۱ | ساوت‌همپتون             | تاتنهام هاتسپر | ۲۸ سپتامبر | ۱۵:۰۰ |
| ولورهمپتون واندررز | ۲ - ۰ | واتفورد                | مالینیو        | ۲۸ سپتامبر | ۱۵:۰۰ |
| اورتون             | ۱ - ۳ | منچستر سیتی            | گودیسون پارک   | ۲۸ سپتامبر | ۱۷:۳۰ |
| لستر سیتی          | ۵ - ۰ | نیوکاسل یونایتد        | کینگ‌پاور       | ۲۹ سپتامبر | ۱۶:۳۰ |
| منچستر یونایتد     | ۱ - ۱ | آرسنال                 | الدترافورد     | ۳۰ سپتامبر | ۲۰:۰۰ |

| برایتون اند هوو آلبیون | ۳ - ۰ | تاتنهام            | آمکس          | ۵ اکتبر | ۱۲:۳۰ |
| برنلی                  | ۱ - ۰ | اورتون             | تارف مور      | ۵ اکتبر | ۱۵:۰۰ |
| لیورپول                | ۲ - ۱ | لستر سیتی          | آنفیلد        | ۵ اکتبر | ۱۵:۰۰ |
| نوریچ سیتی             | ۱ - ۵ | استون ویلا         | کارو رود      | ۵ اکتبر | ۱۵:۰۰ |
| واتفورد                | ۰ - ۰ | شفیلد یونایتد      | ویکاریج رود   | ۵ اکتبر | ۱۵:۰۰ |
| وستهام یونایتد         | ۱ - ۲ | کریستال پالاس      | المپیک لندن   | ۵ اکتبر | ۱۷:۳۰ |
| آرسنال                 | ۱ - ۰ | بورنموث            | امارات        | ۶ اکتبر | ۱۴:۰۰ |
| منچستر سیتی            | ۰ - ۲ | ولورهمپتون واندررز | اتحاد         | ۶ اکتبر | ۱۴:۰۰ |
| ساوت‌همپتون             | ۱ - ۴ | چلسی               | سنت مریز      | ۶ اکتبر | ۱۴:۰۰ |
| نیوکاسل یونایتد        | ۱ - ۰ | منچستر یونایتد     | سنت جیمز پارک | ۶ اکتبر | ۱۶:۳۰ |

| اورتون             | ۲ - ۰ | وستهام یونایتد         | گودیسون پارک   | ۱۹ اکتبر | ۱۲:۳۰ |
| استون ویلا         | ۲ - ۱ | برایتون اند هوو آلبیون | ویلا پارک      | ۱۹ اکتبر | ۱۵:۰۰ |
| بورنموث            | ۰ - ۰ | نوریچ سیتی             | وایتالیتی      | ۱۹ اکتبر | ۱۵:۰۰ |
| چلسی               | ۱ - ۰ | نیوکاسل یونایتد        | استمفورد بریج  | ۱۹ اکتبر | ۱۵:۰۰ |
| لستر سیتی          | ۲ - ۱ | برنلی                  | کینگ‌پاور       | ۱۹ اکتبر | ۱۵:۰۰ |
| تاتنهام            | ۱ - ۱ | واتفورد                | تاتنهام هاتسپر | ۱۹ اکتبر | ۱۵:۰۰ |
| ولورهمپتون واندررز | ۱ - ۱ | ساوت‌همپتون             | مالینیو        | ۱۹ اکتبر | ۱۵:۰۰ |
| کریستال پالاس      | ۰ - ۲ | منچستر سیتی            | سلهارست پارک   | ۱۹ اکتبر | ۱۷:۳۰ |
| منچستر یونایتد     | ۱ - ۱ | لیورپول                | الدترافورد     | ۲۰ اکتبر | ۱۶:۳۰ |
| شفیلد یونایتد      | ۱ - ۰ | آرسنال                 | برامال لین     | ۲۱ اکتبر | ۲۰:۰۰ |

| ساوت‌همپتون             | ۰ - ۹ | لستر سیتی          | سنت مریز      | ۲۵ اکتبر | ۲۰:۰۰ |
| منچستر سیتی            | ۳ - ۰ | استون ویلا         | اتحاد         | ۲۶ اکتبر | ۱۲:۳۰ |
| برایتون اند هوو آلبیون | ۳ - ۲ | اورتون             | آمکس          | ۲۶ اکتبر | ۱۵:۰۰ |
| واتفورد                | ۰ - ۰ | بورنموث            | ویکاریج رود   | ۲۶ اکتبر | ۱۵:۰۰ |
| وستهام یونایتد         | ۱ - ۱ | شفیلد یونایتد      | المپیک لندن   | ۲۶ اکتبر | ۱۵:۰۰ |
| برنلی                  | ۲ - ۴ | چلسی               | تارف مور      | ۲۶ اکتبر | ۱۷:۳۰ |
| نیوکاسل یونایتد        | ۱ - ۱ | ولورهمپتون واندررز | سنت جیمز پارک | ۲۷ اکتبر | ۱۴:۰۰ |
| آرسنال                 | ۲ - ۲ | کریستال پالاس      | امارات        | ۲۷ اکتبر | ۱۶:۳۰ |
| لیورپول                | ۲ - ۱ | تاتنهام            | آنفیلد        | ۲۷ اکتبر | ۱۶:۳۰ |
| نوریچ سیتی             | ۱ - ۳ | منچستر یونایتد     | کارو رود      | ۲۷ اکتبر | ۱۶:۳۰ |

| بورنموث                | ۱ - ۰ | منچستر یونایتد     | وایتالیتی    | ۲ نوامبر | ۱۲:۳۰ |
| آرسنال                 | ۱ - ۱ | ولورهمپتون واندررز | امارات       | ۲ نوامبر | ۱۵:۰۰ |
| استون ویلا             | ۱ - ۲ | لیورپول            | ویلا پارک    | ۲ نوامبر | ۱۵:۰۰ |
| برایتون اند هوو آلبیون | ۲ - ۰ | نوریچ سیتی         | آمکس         | ۲ نوامبر | ۱۵:۰۰ |
| منچستر سیتی            | ۲ - ۱ | ساوت‌همپتون         | اتحاد        | ۲ نوامبر | ۱۵:۰۰ |
| شفیلد یونایتد          | ۳ - ۰ | برنلی              | برامال لین   | ۲ نوامبر | ۱۵:۰۰ |
| وستهام یونایتد         | ۲ - ۳ | نیوکاسل یونایتد    | المپیک لندن  | ۲ نوامبر | ۱۵:۰۰ |
| واتفورد                | ۱ - ۲ | چلسی               | ویکاریج رود  | ۲ نوامبر | ۱۷:۳۰ |
| کریستال پالاس          | ۰ - ۲ | لستر سیتی          | سلهارست پارک | ۳ نوامبر | ۱۴:۰۰ |
| اورتون                 | ۱ - ۱ | تاتنهام            | گودیسون پارک | ۳ نوامبر | ۱۶:۳۰ |

| نوریچ سیتی         | ۰ - ۲ | واتفورد                | کارو رود       | ۸ نوامبر  | ۲۰:۰۰ |
| چلسی               | ۲ - ۰ | کریستال پالاس          | استمفورد بریج  | ۹ نوامبر  | ۱۲:۳۰ |
| برنلی              | ۳ - ۰ | وستهام یونایتد         | تارف مور       | ۹ نوامبر  | ۱۵:۰۰ |
| نیوکاسل یونایتد    | ۲ - ۱ | بورنموث                | سنت جیمز پارک  | ۹ نوامبر  | ۱۵:۰۰ |
| ساوت‌همپتون         | ۱ - ۲ | اورتون                 | سنت مریز       | ۹ نوامبر  | ۱۵:۰۰ |
| تاتنهام            | ۱ - ۱ | شفیلد یونایتد          | تاتنهام هاتسپر | ۹ نوامبر  | ۱۵:۰۰ |
| لستر سیتی          | ۲ - ۰ | آرسنال                 | کینگ‌پاور       | ۹ نوامبر  | ۱۷:۳۰ |
| منچستر یونایتد     | ۳ - ۱ | برایتون اند هوو آلبیون | الدترافورد     | ۱۰ نوامبر | ۱۴:۰۰ |
| ولورهمپتون واندررز | ۲ - ۱ | استون ویلا             | مالینیو        | ۱۰ نوامبر | ۱۴:۰۰ |
| لیورپول            | ۳ - ۱ | منچستر سیتی            | آنفیلد         | ۱۰ نوامبر | ۱۶:۳۰ |

| وستهام یونایتد         | ۲ - ۳ | تاتنهام هاتسپر     | المپیک لندن  | ۲۳ نوامبر | ۱۲:۳۰ |
| آرسنال                 | ۲ - ۲ | ساوت‌همپتون         | امارات       | ۲۳ نوامبر | ۱۵:۰۰ |
| بورنموث                | ۱ - ۲ | ولورهمپتون واندررز | وایتالیتی    | ۲۳ نوامبر | ۱۵:۰۰ |
| برایتون اند هوو آلبیون | ۰ - ۲ | لستر سیتی          | آمکس         | ۲۳ نوامبر | ۱۵:۰۰ |
| کریستال پالاس          | ۱ - ۲ | لیورپول            | سلهارست پارک | ۲۳ نوامبر | ۱۵:۰۰ |
| اورتون                 | ۰ - ۲ | نوریچ سیتی         | گودیسون پارک | ۲۳ نوامبر | ۱۵:۰۰ |
| واتفورد                | ۰ - ۳ | برنلی              | ویکاریج رود  | ۲۳ نوامبر | ۱۵:۰۰ |
| منچستر سیتی            | ۲ - ۱ | چلسی               | اتحاد        | ۲۳ نوامبر | ۱۷:۳۰ |
| شفیلد یونایتد          | ۳ - ۳ | منچستر یونایتد     | برامال لین   | ۲۴ نوامبر | ۱۶:۳۰ |
| استون ویلا             | ۲ - ۰ | نیوکاسل یونایتد    | ویلا پارک    | ۲۵ نوامبر | ۲۰:۰۰ |

| نیوکاسل یونایتد    | ۲ - ۲ | منچستر سیتی            | سنت جیمز پارک  | ۳۰ نوامبر | ۱۲:۳۰ |
| برنلی              | ۰ - ۲ | کریستال پالاس          | تارف مور       | ۳۰ نوامبر | ۱۵:۰۰ |
| چلسی               | ۰ - ۱ | وستهام یونایتد         | استمفورد بریج  | ۳۰ نوامبر | ۱۵:۰۰ |
| لیورپول            | ۲ - ۱ | برایتون اند هوو آلبیون | آنفیلد         | ۳۰ نوامبر | ۱۵:۰۰ |
| تاتنهام هاتسپر     | ۳ - ۲ | بورنموث                | تاتنهام هاتسپر | ۳۰ نوامبر | ۱۵:۰۰ |
| ساوت‌همپتون         | ۲ - ۱ | واتفورد                | سنت مریز       | ۳۰ نوامبر | ۱۷:۳۰ |
| نوریچ سیتی         | ۲ - ۲ | آرسنال                 | کارو رود       | ۱ دسامبر  | ۱۴:۰۰ |
| ولورهمپتون واندررز | ۱ - ۱ | شفیلد یونایتد          | مالینیو        | ۱ دسامبر  | ۱۴:۰۰ |
| لستر سیتی          | ۲ - ۱ | اورتون                 | کینگ‌پاور       | ۱ دسامبر  | ۱۶:۳۰ |
| منچستر یونایتد     | ۲ - ۲ | استون ویلا             | الدترافورد     | ۱ دسامبر  | ۱۶:۳۰ |

| کریستال پالاس      | ۱ - ۰ | بورنموث                | سلهارست پارک  | ۳ دسامبر | ۱۹:۳۰ |
| برنلی              | ۱ - ۴ | منچستر سیتی            | تارف مور      | ۳ دسامبر | ۲۰:۱۵ |
| چلسی               | ۲ - ۱ | استون ویلا             | استمفورد بریج | ۴ دسامبر | ۱۹:۳۰ |
| لستر سیتی          | ۲ - ۰ | واتفورد                | کینگ‌پاور      | ۴ دسامبر | ۱۹:۳۰ |
| منچستر یونایتد     | ۲ - ۱ | تاتنهام                | الدترافورد    | ۴ دسامبر | ۱۹:۳۰ |
| ساوت‌همپتون         | ۲ - ۱ | نوریچ سیتی             | سنت مریز      | ۴ دسامبر | ۱۹:۳۰ |
| ولورهمپتون واندررز | ۲ - ۰ | وستهام یونایتد         | مالینیو       | ۴ دسامبر | ۱۹:۳۰ |
| لیورپول            | ۵ - ۲ | اورتون                 | آنفیلد        | ۴ دسامبر | ۲۰:۱۵ |
| شفیلد یونایتد      | ۰ - ۲ | نیوکاسل یونایتد        | برامال لین    | ۵ دسامبر | ۱۹:۳۰ |
| آرسنال             | ۱ - ۲ | برایتون اند هوو آلبیون | امارات        | ۵ دسامبر | ۲۰:۱۵ |

| اورتون                 | ۳ - ۱ | چلسی               | گودیسون پارک   | ۷ دسامبر | ۱۲:۳۰ |
| بورنموث                | ۰ - ۳ | لیورپول            | وایتالیتی      | ۷ دسامبر | ۱۵:۰۰ |
| تاتنهام هاتسپر         | ۵ - ۰ | برنلی              | تاتنهام هاتسپر | ۷ دسامبر | ۱۵:۰۰ |
| واتفورد                | ۰ - ۰ | کریستال پالاس      | ویکاریج رود    | ۷ دسامبر | ۱۵:۰۰ |
| منچستر سیتی            | ۱ - ۲ | منچستر یونایتد     | اتحاد          | ۷ دسامبر | ۱۷:۳۰ |
| استون ویلا             | ۱ - ۴ | لستر سیتی          | ویلا پارک      | ۸ دسامبر | ۱۴:۰۰ |
| نیوکاسل یونایتد        | ۲ - ۱ | ساوت‌همپتون         | سنت جیمز پارک  | ۸ دسامبر | ۱۴:۰۰ |
| نوریچ سیتی             | ۱ - ۲ | شفیلد یونایتد      | کارو رود       | ۸ دسامبر | ۱۴:۰۰ |
| برایتون اند هوو آلبیون | ۲ - ۲ | ولورهمپتون واندررز | آمکس           | ۸ دسامبر | ۱۶:۳۰ |
| وستهام یونایتد         | ۱ - ۳ | آرسنال             | المپیک لندن    | ۹ دسامبر | ۲۰:۰۰ |

| لیورپول            | ۲ - ۰ | واتفورد                | آنفیلد        | ۱۴ دسامبر | ۱۲:۳۰ |
| برنلی              | ۱ - ۰ | نیوکاسل یونایتد        | تارف مور      | ۱۴ دسامبر | ۱۵:۰۰ |
| چلسی               | ۰ - ۱ | بورنموث                | استمفورد بریج | ۱۴ دسامبر | ۱۵:۰۰ |
| لستر سیتی          | ۱ - ۱ | نوریچ سیتی             | کینگ‌پاور      | ۱۴ دسامبر | ۱۵:۰۰ |
| شفیلد یونایتد      | ۲ - ۰ | استون ویلا             | برامال لین    | ۱۴ دسامبر | ۱۵:۰۰ |
| ساوت‌همپتون         | ۰ - ۱ | وستهام یونایتد         | سنت مریز      | ۱۴ دسامبر | ۱۷:۳۰ |
| منچستر یونایتد     | ۱ - ۱ | اورتون                 | الدترافورد    | ۱۵ دسامبر | ۱۴:۰۰ |
| ولورهمپتون واندررز | ۱ - ۲ | تاتنهام هاتسپر         | مالینیو       | ۱۵ دسامبر | ۱۴:۰۰ |
| آرسنال             | ۰ - ۳ | منچستر سیتی            | امارات        | ۱۵ دسامبر | ۱۶:۳۰ |
| کریستال پالاس      | ۱ - ۱ | برایتون اند هوو آلبیون | سلهارست پارک  | ۱۶ دسامبر | ۲۰:۰۰ |

| اورتون                 | ۰ - ۰ | آرسنال             | گودیسون پارک   | ۲۱ دسامبر | ۱۲:۳۰ |
| استون ویلا             | ۱ - ۳ | ساوت‌همپتون         | ویلا پارک      | ۲۱ دسامبر | ۱۴:۰۰ |
| بورنموث                | ۰ - ۱ | برنلی              | وایتالیتی      | ۲۱ دسامبر | ۱۴:۰۰ |
| برایتون اند هوو آلبیون | ۰ - ۱ | شفیلد یونایتد      | آمکس           | ۲۱ دسامبر | ۱۴:۰۰ |
| نیوکاسل یونایتد        | ۱ - ۰ | کریستال پالاس      | سنت جیمز پارک  | ۲۱ دسامبر | ۱۴:۰۰ |
| نوریچ سیتی             | ۱ - ۲ | ولورهمپتون واندررز | کارو رود       | ۲۱ دسامبر | ۱۴:۰۰ |
| منچستر سیتی            | ۳ - ۱ | لستر سیتی          | اتحاد          | ۲۱ دسامبر | ۱۷:۳۰ |
| واتفورد                | ۲ - ۰ | منچستر یونایتد     | ویکاریج رود    | ۲۲ دسامبر | ۱۴:۰۰ |
| تاتنهام                | ۰ - ۲ | چلسی               | تاتنهام هاتسپر | ۲۲ دسامبر | ۱۶:۳۰ |
| وستهام یونایتد         | ۰ - ۲ | لیورپول            | المپیک لندن    | ۲۹ ژانویه | ۱۹:۴۵ |

| تاتنهام هاتسپر     | ۲ - ۱ | برایتون اند هوو آلبیون | تاتنهام هاتسپر | ۲۶ دسامبر | ۱۲:۳۰ |
| استون ویلا         | ۱ - ۰ | نوریچ سیتی             | ویلا پارک      | ۲۶ دسامبر | ۱۵:۰۰ |
| بورنموث            | ۱ - ۱ | آرسنال                 | وایتالیتی      | ۲۶ دسامبر | ۱۵:۰۰ |
| چلسی               | ۰ - ۲ | ساوت‌همپتون             | استمفورد بریج  | ۲۶ دسامبر | ۱۵:۰۰ |
| کریستال پالاس      | ۲ - ۱ | وستهام یونایتد         | سلهارست پارک   | ۲۶ دسامبر | ۱۵:۰۰ |
| اورتون             | ۱ - ۰ | برنلی                  | گودیسون پارک   | ۲۶ دسامبر | ۱۵:۰۰ |
| شفیلد یونایتد      | ۱ - ۱ | واتفورد                | برامال لین     | ۲۶ دسامبر | ۱۵:۰۰ |
| منچستر یونایتد     | ۴ - ۱ | نیوکاسل یونایتد        | الدترافورد     | ۲۶ دسامبر | ۱۷:۳۰ |
| لستر سیتی          | ۰ - ۴ | لیورپول                | کینگ‌پاور       | ۲۶ دسامبر | ۲۰:۰۰ |
| ولورهمپتون واندررز | ۳ - ۲ | منچستر سیتی            | مالینیو        | ۲۷ دسامبر | ۱۹:۴۵ |

#### نیم فصل دوم
| برایتون اند هوو آلبیون | ۲ - ۰ | بورنموث            | آمکس          | ۲۸ دسامبر | ۱۲:۳۰ |
| نیوکاسل یونایتد        | ۱ - ۲ | اورتون             | سنت جیمز پارک | ۲۸ دسامبر | ۱۵:۰۰ |
| ساوت‌همپتون             | ۱ - ۱ | کریستال پالاس      | سنت مریز      | ۲۸ دسامبر | ۱۵:۰۰ |
| واتفورد                | ۳ - ۰ | استون ویلا         | ویکاریج رود   | ۲۸ دسامبر | ۱۵:۰۰ |
| نوریچ سیتی             | ۲ - ۲ | تاتنهام            | کارو رود      | ۲۸ دسامبر | ۱۷:۳۰ |
| وستهام یونایتد         | ۱ - ۲ | لستر سیتی          | المپیک لندن   | ۲۸ دسامبر | ۱۷:۳۰ |
| برنلی                  | ۰ - ۲ | منچستر یونایتد     | تارف مور      | ۲۸ دسامبر | ۱۹:۴۵ |
| آرسنال                 | ۱ - ۲ | چلسی               | امارات        | ۲۹ دسامبر | ۱۴:۰۰ |
| لیورپول                | ۱ - ۰ | ولورهمپتون واندررز | آنفیلد        | ۲۹ دسامبر | ۱۶:۳۰ |
| منچستر سیتی            | ۲ - ۰ | شفیلد یونایتد      | اتحاد         | ۲۹ دسامبر | ۱۸:۰۰ |

| برایتون اند هوو آلبیون | ۱ - ۱ | چلسی               | آمکس          | ۱ ژانویه | ۱۲:۳۰ |
| برنلی                  | ۱ - ۲ | استون ویلا         | تارف مور      | ۱ ژانویه | ۱۲:۳۰ |
| نیوکاسل یونایتد        | ۰ - ۳ | لستر سیتی          | سنت جیمز پارک | ۱ ژانویه | ۱۵:۰۰ |
| ساوت‌همپتون             | ۱ - ۰ | تاتنهام            | سنت مریز      | ۱ ژانویه | ۱۵:۰۰ |
| واتفورد                | ۲ - ۱ | ولورهمپتون واندررز | ویکاریج رود   | ۱ ژانویه | ۱۵:۰۰ |
| منچستر سیتی            | ۲ - ۱ | اورتون             | اتحاد         | ۱ ژانویه | ۱۷:۳۰ |
| نوریچ سیتی             | ۱ - ۱ | کریستال پالاس      | کارو رود      | ۱ ژانویه | ۱۷:۳۰ |
| وستهام یونایتد         | ۴ - ۰ | بورنموث            | المپیک لندن   | ۱ ژانویه | ۱۷:۳۰ |
| آرسنال                 | ۲ - ۰ | منچستر یونایتد     | امارات        | ۱ ژانویه | ۲۰:۰۰ |
| لیورپول                | ۲ - ۰ | شفیلد یونایتد      | آنفیلد        | ۲ ژانویه | ۲۰:۰۰ |

| شفیلد یونایتد      | ۱ - ۰ | وستهام یونایتد         | برامال لین     | ۱۰ ژانویه | ۲۰:۰۰ |
| کریستال پالاس      | ۱ - ۱ | آرسنال                 | سلهارست پارک   | ۱۱ ژانویه | ۱۲:۳۰ |
| چلسی               | ۳ - ۰ | برنلی                  | استمفورد بریج  | ۱۱ ژانویه | ۱۵:۰۰ |
| اورتون             | ۱ - ۰ | برایتون اند هوو آلبیون | گودیسون پارک   | ۱۱ ژانویه | ۱۵:۰۰ |
| لستر سیتی          | ۱ - ۲ | ساوت‌همپتون             | کینگ‌پاور       | ۱۱ ژانویه | ۱۵:۰۰ |
| منچستر یونایتد     | ۴ - ۰ | نوریچ سیتی             | الدترافورد     | ۱۱ ژانویه | ۱۵:۰۰ |
| ولورهمپتون واندررز | ۱ - ۱ | نیوکاسل یونایتد        | مالینیو        | ۱۱ ژانویه | ۱۵:۰۰ |
| تاتنهام            | ۰ - ۱ | لیورپول                | تاتنهام هاتسپر | ۱۱ ژانویه | ۱۷:۳۰ |
| بورنموث            | ۰ - ۳ | واتفورد                | وایتالیتی      | ۱۲ ژانویه | ۱۴:۰۰ |
| استون ویلا         | ۱ - ۶ | منچستر سیتی            | ویلا پارک      | ۱۲ ژانویه | ۱۶:۳۰ |

| واتفورد                | ۰ - ۰ | تاتنهام            | ویکاریج رود   | ۱۸ ژانویه | ۱۲:۳۰ |
| آرسنال                 | ۱ - ۱ | شفیلد یونایتد      | امارات        | ۱۸ ژانویه | ۱۵:۰۰ |
| برایتون اند هوو آلبیون | ۱ - ۱ | استون ویلا         | آمکس          | ۱۸ ژانویه | ۱۵:۰۰ |
| منچستر سیتی            | ۲ - ۲ | کریستال پالاس      | اتحاد         | ۱۸ ژانویه | ۱۵:۰۰ |
| نوریچ سیتی             | ۱ - ۰ | بورنموث            | کارو رود      | ۱۸ ژانویه | ۱۵:۰۰ |
| ساوت‌همپتون             | ۲ - ۳ | ولورهمپتون واندررز | سنت مریز      | ۱۸ ژانویه | ۱۵:۰۰ |
| وستهام یونایتد         | ۱ - ۱ | اورتون             | المپیک لندن   | ۱۸ ژانویه | ۱۵:۰۰ |
| نیوکاسل یونایتد        | ۱ - ۰ | چلسی               | سنت جیمز پارک | ۱۸ ژانویه | ۱۷:۳۰ |
| برنلی                  | ۲ - ۱ | لستر سیتی          | تارف مور      | ۱۹ ژانویه | ۱۴:۰۰ |
| لیورپول                | ۲ - ۰ | منچستر یونایتد     | آنفیلد        | ۱۹ ژانویه | ۱۶:۳۰ |

| بورنموث            | ۳ - ۱ | برایتون اند هوو آلبیون | وایتالیتی      | ۲۱ ژانویه | ۱۹:۳۰ |
| استون ویلا         | ۲ - ۱ | واتفورد                | ویلا پارک      | ۲۱ ژانویه | ۱۹:۳۰ |
| کریستال پالاس      | ۰ - ۲ | ساوت‌همپتون             | سلهارست پارک   | ۲۱ ژانویه | ۱۹:۳۰ |
| اورتون             | ۲ - ۲ | نیوکاسل یونایتد        | گودیسون پارک   | ۲۱ ژانویه | ۱۹:۳۰ |
| شفیلد یونایتد      | ۰ - ۱ | منچستر سیتی            | برامال لین     | ۲۱ ژانویه | ۱۹:۳۰ |
| چلسی               | ۲ - ۲ | آرسنال                 | استمفورد بریج  | ۲۱ ژانویه | ۲۰:۱۵ |
| لستر سیتی          | ۲ - ۰ | وستهام یونایتد         | کینگ‌پاور       | ۲۲ ژانویه | ۱۹:۳۰ |
| تاتنهام            | ۱ - ۰ | نوریچ سیتی             | تاتنهام هاتسپر | ۲۲ ژانویه | ۱۹:۳۰ |
| منچستر یونایتد     | ۰ - ۲ | برنلی                  | الدترافورد     | ۲۲ ژانویه | ۲۰:۱۵ |
| ولورهمپتون واندررز | ۱ - ۲ | لیورپول                | مالینیو        | ۲۳ ژانویه | ۲۰:۰۰ |

| لستر سیتی       | ۲ - ۲ | چلسی                   | کینگ‌پاور       | ۱ فوریه | ۱۲:۳۰ |
| بورنموث         | ۲ - ۱ | استون ویلا             | وایتالیتی      | ۱ فوریه | ۱۵:۰۰ |
| کریستال پالاس   | ۰ - ۱ | شفیلد یونایتد          | سلهارست پارک   | ۱ فوریه | ۱۵:۰۰ |
| لیورپول         | ۴ - ۰ | ساوت‌همپتون             | آنفیلد         | ۱ فوریه | ۱۵:۰۰ |
| نیوکاسل یونایتد | ۰ - ۰ | نوریچ سیتی             | سنت جیمز پارک  | ۱ فوریه | ۱۵:۰۰ |
| واتفورد         | ۲ - ۳ | اورتون                 | ویکاریج رود    | ۱ فوریه | ۱۵:۰۰ |
| وستهام یونایتد  | ۳ - ۳ | برایتون اند هوو آلبیون | المپیک لندن    | ۱ فوریه | ۱۵:۰۰ |
| منچستر یونایتد  | ۰ - ۰ | ولورهمپتون واندررز     | الدترافورد     | ۱ فوریه | ۱۷:۳۰ |
| برنلی           | ۰ - ۰ | آرسنال                 | تارف مور       | ۲ فوریه | ۱۴:۰۰ |
| تاتنهام         | ۲ - ۰ | منچستر سیتی            | تاتنهام هاتسپر | ۲ فوریه | ۱۶:۳۰ |

| اورتون                 | ۳ - ۱ | کریستال پالاس   | گودیسون پارک  | ۸ فوریه  | ۱۲:۳۰ |
| برایتون اند هوو آلبیون | ۱ - ۱ | واتفورد         | آمکس          | ۸ فوریه  | ۱۷:۳۰ |
| شفیلد یونایتد          | ۲ - ۱ | بورنموث         | برامال لین    | ۹ فوریه  | ۱۴:۰۰ |
| ولورهمپتون واندررز     | ۰ - ۰ | لستر سیتی       | مالینیو       | ۱۴ فوریه | ۲۰:۰۰ |
| ساوت‌همپتون             | ۱ - ۲ | برنلی           | سنت مریز      | ۱۵ فوریه | ۱۲:۳۰ |
| نوریچ سیتی             | ۰ - ۱ | لیورپول         | کارو رود      | ۱۵ فوریه | ۱۷:۳۰ |
| استون ویلا             | ۲ - ۳ | تاتنهام         | ویلا پارک     | ۱۶ فوریه | ۱۴:۰۰ |
| آرسنال                 | ۴ - ۰ | نیوکاسل یونایتد | امارات        | ۱۶ فوریه | ۱۶:۳۰ |
| چلسی                   | ۰ - ۲ | منچستر یونایتد  | استمفورد بریج | ۱۷ فوریه | ۲۰:۰۰ |
| منچستر سیتی            | ۲ - ۰ | وستهام یونایتد  | اتحاد         | ۱۹ فوریه | ۱۹:۳۰ |

| چلسی               | ۲ - ۱ | تاتنهام                | استمفورد بریج | ۲۲ فوریه | ۱۲:۳۰ |
| برنلی              | ۳ - ۰ | بورنموث                | تارف مور      | ۲۲ فوریه | ۱۵:۰۰ |
| کریستال پالاس      | ۱ - ۰ | نیوکاسل یونایتد        | سلهارست پارک  | ۲۲ فوریه | ۱۵:۰۰ |
| شفیلد یونایتد      | ۱ - ۱ | برایتون اند هوو آلبیون | برامال لین    | ۲۲ فوریه | ۱۵:۰۰ |
| ساوت‌همپتون         | ۲ - ۰ | استون ویلا             | سنت مریز      | ۲۲ فوریه | ۱۵:۰۰ |
| لستر سیتی          | ۰ - ۱ | منچستر سیتی            | کینگ‌پاور      | ۲۲ فوریه | ۱۷:۳۰ |
| منچستر یونایتد     | ۳ - ۰ | واتفورد                | الدترافورد    | ۲۳ فوریه | ۱۴:۰۰ |
| ولورهمپتون واندررز | ۳ - ۰ | نوریچ سیتی             | مالینیو       | ۲۳ فوریه | ۱۴:۰۰ |
| آرسنال             | ۳ - ۲ | اورتون                 | امارات        | ۲۳ فوریه | ۱۶:۳۰ |
| لیورپول            | ۳ - ۲ | وستهام یونایتد         | آنفیلد        | ۲۴ فوریه | ۲۰:۰۰ |

| نوریچ سیتی             | ۱ - ۰ | لستر سیتی          | کارو رود       | ۲۸ فوریه | ۲۰:۰۰ |
| برایتون اند هوو آلبیون | ۰ - ۱ | کریستال پالاس      | آمکس           | ۲۹ فوریه | ۱۲:۳۰ |
| بورنموث                | ۲ - ۲ | چلسی               | وایتالیتی      | ۲۹ فوریه | ۱۵:۰۰ |
| نیوکاسل یونایتد        | ۰ - ۰ | برنلی              | سنت جیمز پارک  | ۲۹ فوریه | ۱۵:۰۰ |
| وستهام یونایتد         | ۳ - ۱ | ساوت‌همپتون         | المپیک لندن    | ۲۹ فوریه | ۱۵:۰۰ |
| واتفورد                | ۳ - ۰ | لیورپول            | ویکاریج رود    | ۲۹ فوریه | ۱۷:۳۰ |
| اورتون                 | ۱ - ۱ | منچستر یونایتد     | گودیسون پارک   | ۱ مارس   | ۱۴:۰۰ |
| تاتنهام                | ۲ - ۳ | ولورهمپتون واندررز | تاتنهام هاتسپر | ۱ مارس   | ۱۴:۰۰ |
| استون ویلا             | ۰ - ۰ | شفیلد یونایتد      | ویلا پارک      | ۱۷ ژوئن  | ۱۸:۰۰ |
| منچستر سیتی            | ۳ - ۰ | آرسنال             | اتحاد          | ۱۷ ژوئن  | ۲۰:۱۵ |

| لیورپول            | ۲ - ۱ | بورنموث                | آنفیلد        | ۷ مارس | ۱۲:۳۰ |
| آرسنال             | ۱ - ۰ | وستهام یونایتد         | امارات        | ۷ مارس | ۱۵:۰۰ |
| کریستال پالاس      | ۱ - ۰ | واتفورد                | سلهارست پارک  | ۷ مارس | ۱۵:۰۰ |
| شفیلد یونایتد      | ۱ - ۰ | نوریچ سیتی             | برامال لین    | ۷ مارس | ۱۵:۰۰ |
| ساوت‌همپتون         | ۰ - ۱ | نیوکاسل یونایتد        | سنت مریز      | ۷ مارس | ۱۵:۰۰ |
| ولورهمپتون واندررز | ۰ - ۰ | برایتون اند هوو آلبیون | مالینیو       | ۷ مارس | ۱۵:۰۰ |
| برنلی              | ۱ - ۱ | تاتنهام                | تارف مور      | ۷ مارس | ۱۷:۳۰ |
| چلسی               | ۴ - ۰ | اورتون                 | استمفورد بریج | ۸ مارس | ۱۴:۰۰ |
| منچستر یونایتد     | ۲ - ۰ | منچستر سیتی            | الدترافورد    | ۸ مارس | ۱۶:۳۰ |
| لستر سیتی          | ۴ - ۰ | استون ویلا             | کینگ‌پاور      | ۹ مارس | ۲۰:۰۰ |

| نوریچ سیتی             | ۰ - ۳ | ساوت‌همپتون         | کارو رود       | ۱۹ ژوئن | ۱۸:۰۰ |
| تاتنهام                | ۱ - ۱ | منچستر یونایتد     | تاتنهام هاتسپر | ۱۹ ژوئن | ۲۰:۱۵ |
| واتفورد                | ۱ - ۱ | لستر سیتی          | ویکاریج رود    | ۲۰ ژوئن | ۱۲:۳۰ |
| برایتون اند هوو آلبیون | ۲ - ۱ | آرسنال             | آمکس           | ۲۰ ژوئن | ۱۵:۰۰ |
| وستهام یونایتد         | ۰ - ۲ | ولورهمپتون واندررز | المپیک لندن    | ۲۰ ژوئن | ۱۷:۳۰ |
| بورنموث                | ۰ - ۲ | کریستال پالاس      | وایتالیتی      | ۲۰ ژوئن | ۱۹:۴۵ |
| نیوکاسل یونایتد        | ۳ - ۰ | شفیلد یونایتد      | سنت جیمز پارک  | ۲۱ ژوئن | ۱۴:۰۰ |
| استون ویلا             | ۱ - ۲ | چلسی               | ویلا پارک      | ۲۱ ژوئن | ۱۶:۱۵ |
| اورتون                 | ۰ - ۰ | لیورپول            | گودیسون پارک   | ۲۱ ژوئن | ۱۹:۰۰ |
| منچستر سیتی            | ۵ - ۰ | برنلی              | اتحاد          | ۲۲ ژوئن | ۲۰:۰۰ |

| لستر سیتی          | ۰ - ۰ | برایتون اند هوو آلبیون | کینگ‌پاور       | ۲۳ ژوئن | ۱۸:۰۰ |
| تاتنهام هاتسپر     | ۲ - ۰ | وستهام یونایتد         | تاتنهام هاتسپر | ۲۳ ژوئن | ۲۰:۱۵ |
| منچستر یونایتد     | 3 - 0 | شفیلد یونایتد          | الدترافورد     | ۲۴ ژوئن | ۱۸:۰۰ |
| نیوکاسل یونایتد    | ۱ - ۱ | استون ویلا             | سنت جیمز پارک  | ۲۴ ژوئن | ۱۸:۰۰ |
| نوریچ سیتی         | ۰ - ۱ | اورتون                 | کارو رود       | ۲۴ ژوئن | ۱۸:۰۰ |
| ولورهمپتون واندررز | ۱ - ۰ | بورنموث                | مالینیو        | ۲۴ ژوئن | ۱۸:۰۰ |
| لیورپول (C)        | ۴ - ۰ | کریستال پالاس          | آنفیلد         | ۲۴ ژوئن | ۲۰:۱۵ |
| برنلی              | ۱ - ۰ | واتفورد                | تارف مور       | ۲۵ ژوئن | ۱۸:۰۰ |
| ساوت‌همپتون         | ۰ - ۲ | آرسنال                 | سنت مریز       | ۲۵ ژوئن | ۱۸:۰۰ |
| چلسی               | ۲ - ۱ | منچستر سیتی            | استمفورد بریج  | ۲۵ ژوئن | ۲۰:۱۵ |

| استون ویلا             | ۰ - ۱ | ولورهمپتون واندررز | ویلا پارک    | ۲۷ ژوئن | ۱۲:۳۰ |
| واتفورد                | ۱ - ۳ | ساوت‌همپتون         | ویکاریج رود  | ۲۸ ژوئن | ۱۶:۳۰ |
| کریستال پالاس          | ۰ - ۱ | برنلی              | سلهارست پارک | ۲۹ ژوئن | ۲۰:۰۰ |
| برایتون اند هوو آلبیون | ۰ - ۳ | منچستر یونایتد     | آمکس         | ۳۰ ژوئن | ۲۰:۱۵ |
| آرسنال                 | ۴ - ۰ | نوریچ سیتی         | امارات       | ۱ ژوئیه | ۱۸:۰۰ |
| بورنموث                | ۱ - ۴ | نیوکاسل یونایتد    | وایتالیتی    | ۱ ژوئیه | ۱۸:۰۰ |
| اورتون                 | ۲ - ۱ | لستر سیتی          | گودیسون پارک | ۱ ژوئیه | ۱۸:۰۰ |
| وستهام یونایتد         | ۳ - ۲ | چلسی               | المپیک لندن  | ۱ ژوئیه | ۲۰:۱۵ |
| شفیلد یونایتد          | ۳ - ۱ | تاتنهام            | برامال لین   | ۲ ژوئیه | ۱۸:۰۰ |
| منچستر سیتی            | ۴ - ۰ | لیورپول            | اتحاد        | ۲ ژوئیه | ۲۰:۱۵ |

| نوریچ سیتی         | ۰ - ۱ | برایتون اند هوو آلبیون | کارو رود       | ۴ ژوئیه | ۱۲:۳۰ |
| لستر سیتی          | ۳ - ۰ | کریستال پالاس          | کینگ‌پاور       | ۴ ژوئیه | ۱۵:۰۰ |
| منچستر یونایتد     | ۵ - ۲ | بورنموث                | الدترافورد     | ۴ ژوئیه | ۱۵:۰۰ |
| ولورهمپتون واندررز | ۰ - ۲ | آرسنال                 | مالینیو        | ۴ ژوئیه | ۱۷:۳۰ |
| چلسی               | ۳ - ۰ | واتفورد                | استمفورد بریج  | ۴ ژوئیه | ۲۰:۰۰ |
| برنلی              | ۱ - ۱ | شفیلد یونایتد          | برامال لین     | ۵ ژوئیه | ۱۲:۰۰ |
| نیوکاسل یونایتد    | ۲ - ۲ | وستهام یونایتد         | سنت جیمز پارک  | ۵ ژوئیه | ۱۴:۱۵ |
| لیورپول            | ۲ - ۰ | استون ویلا             | آنفیلد         | ۵ ژوئیه | ۱۶:۳۰ |
| ساوت‌همپتون         | ۱ - ۰ | منچستر سیتی            | سنت مریز       | ۵ ژوئیه | ۱۹:۰۰ |
| تاتنهام هاتسپر     | ۱ - ۰ | اورتون                 | تاتنهام هاتسپر | ۶ ژوئیه | ۲۰:۰۰ |

| کریستال پالاس          | ۲ - ۳ | چلسی               | سلهارست پارک | ۷ ژوئیه | ۱۸:۰۰ |
| واتفورد                | ۲ - ۱ | نوریچ سیتی         | ویکاریج رود  | ۷ ژوئیه | ۱۸:۰۰ |
| آرسنال                 | ۱ - ۱ | لستر سیتی          | امارات       | ۷ ژوئیه | ۲۰:۱۵ |
| منچستر سیتی            | ۵ - ۰ | نیوکاسل یونایتد    | اتحاد        | ۸ ژوئیه | ۱۸:۰۰ |
| شفیلد یونایتد          | ۱ - ۰ | ولورهمپتون واندررز | برامال لین   | ۸ ژوئیه | ۱۸:۰۰ |
| وستهام یونایتد         | ۰ - ۱ | برنلی              | المپیک لندن  | ۸ ژوئیه | ۱۸:۰۰ |
| برایتون اند هوو آلبیون | ۱ - ۳ | لیورپول            | آمکس         | ۸ ژوئیه | ۲۰:۱۵ |
| بورنموث                | ۰ - ۰ | تاتنهام            | وایتالیتی    | ۹ ژوئیه | ۱۸:۰۰ |
| اورتون                 | ۱ - ۱ | ساوت‌همپتون         | گودیسون پارک | ۹ ژوئیه | ۱۸:۰۰ |
| استون ویلا             | ۰ - ۳ | منچستر یونایتد     | ویلا پارک    | ۹ ژوئیه | ۲۰:۱۵ |

| نوریچ سیتی (R)         | ۰ - ۴ | وستهام یونایتد  | کارو رود       | ۱۱ ژوئیه | ۱۲:۳۰ |
| واتفورد                | ۲ - ۱ | نیوکاسل یونایتد | ویکاریج رود    | ۱۱ ژوئیه | ۱۲:۳۰ |
| لیورپول                | ۱ - ۱ | برنلی           | آنفیلد         | ۱۱ ژوئیه | ۱۵:۰۰ |
| شفیلد یونایتد          | ۳ - ۰ | چلسی            | برامال لین     | ۱۱ ژوئیه | ۱۷:۳۰ |
| برایتون اند هوو آلبیون | ۰ - ۵ | منچستر سیتی     | آمکس           | ۱۱ ژوئیه | ۲۰:۰۰ |
| ولورهمپتون واندررز     | ۳ - ۰ | اورتون          | مالینیو        | ۱۲ ژوئیه | ۱۲:۰۰ |
| استون ویلا             | ۲ - ۰ | کریستال پالاس   | ویلا پارک      | ۱۲ ژوئیه | ۱۵:۱۵ |
| تاتنهام هاتسپر         | ۲ - ۱ | آرسنال          | تاتنهام هاتسپر | ۱۲ ژوئیه | ۱۷:۳۰ |
| بورنموث                | ۴ - ۱ | لستر سیتی       | وایتالیتی      | ۱۲ ژوئیه | ۱۹:۰۰ |
| منچستر یونایتد         | ۲ - ۲ | ساوت‌همپتون      | الدترافورد     | ۱۳ ژوئیه | ۲۰:۰۰ |

| چلسی            | ۱ - ۰ | نوریچ سیتی             | استمفورد بریج | ۱۴ ژوئیه | ۲۰:۱۵ |
| برنلی           | ۱ - ۱ | ولورهمپتون واندررز     | تارف مور      | ۱۵ ژوئیه | ۱۸:۰۰ |
| منچستر سیتی     | ۲ - ۱ | بورنموث                | اتحاد         | ۱۵ ژوئیه | ۱۸:۰۰ |
| نیوکاسل یونایتد | ۱ - ۳ | تاتنهام هاتسپر         | سنت جیمز پارک | ۱۵ ژوئیه | ۱۸:۰۰ |
| آرسنال          | ۲ - ۱ | لیورپول                | امارات        | ۱۵ ژوئیه | ۲۰:۱۵ |
| اورتون          | ۱ - ۱ | استون ویلا             | گودیسون پارک  | ۱۶ ژوئیه | ۱۸:۰۰ |
| لستر سیتی       | ۲ - ۰ | شفیلد یونایتد          | کینگ‌پاور      | ۱۶ ژوئیه | ۱۸:۰۰ |
| کریستال پالاس   | ۰ - ۲ | منچستر یونایتد         | سلهارست پارک  | ۱۶ ژوئیه | ۲۰:۱۵ |
| ساوت‌همپتون      | ۱ - ۱ | برایتون اند هوو آلبیون | سنت مریز      | ۱۶ ژوئیه | ۲۰:۱۵ |
| وستهام یونایتد  | ۳ - ۱ | واتفورد                | المپیک لندن   | ۱۷ ژوئیه | ۲۰:۰۰ |

| نوریچ سیتی             | ۰ - ۲ | برنلی           | کارو رود       | ۱۸ ژوئیه | ۱۸:۳۰ |
| بورنموث                | ۰ - ۲ | ساوت‌همپتون      | وایتالیتی      | ۱۹ ژوئیه | ۱۴:۰۰ |
| تاتنهام هاتسپر         | ۳ - ۰ | لستر سیتی       | تاتنهام هاتسپر | ۱۹ ژوئیه | ۱۶:۰۰ |
| برایتون اند هوو آلبیون | ۰ - ۰ | نیوکاسل یونایتد | آمکس           | ۲۰ ژوئیه | ۱۸:۰۰ |
| شفیلد یونایتد          | ۰ - ۱ | اورتون          | برامال لین     | ۲۰ ژوئیه | ۱۸:۰۰ |
| ولورهمپتون واندررز     | ۲ - ۰ | کریستال پالاس   | مالینیو        | ۲۰ ژوئیه | ۲۰:۱۵ |
| واتفورد                | ۰ - ۴ | منچستر سیتی     | ویکاریج رود    | ۲۱ ژوئیه | ۱۸:۰۰ |
| استون ویلا             | ۱ - ۰ | آرسنال          | ویلا پارک      | ۲۱ ژوئیه | ۲۰:۱۵ |
| منچستر یونایتد         | ۱ - ۱ | وستهام یونایتد  | الدترافورد     | ۲۲ ژوئیه | ۱۸:۰۰ |
| لیورپول                | ۵ - ۳ | چلسی            | آنفیلد         | ۲۲ ژوئیه | ۲۰:۱۵ |

| آرسنال          | ۳ - ۲ | واتفورد (R)            | امارات        | ۲۶ ژوئیه | ۱۶:۰۰ |
| برنلی           | ۱ - ۲ | برایتون اند هوو آلبیون | تارف مور      | ۲۶ ژوئیه | ۱۶:۰۰ |
| چلسی            | ۲ - ۰ | ولورهمپتون             | استمفورد بریج | ۲۶ ژوئیه | ۱۶:۰۰ |
| کریستال پالاس   | ۱ - ۱ | تاتنهام                | سلهارست پارک  | ۲۶ ژوئیه | ۱۶:۰۰ |
| اورتون          | ۱ - ۳ | بورنموث (R)            | گودیسون پارک  | ۲۶ ژوئیه | ۱۶:۰۰ |
| لستر سیتی       | ۰ - ۲ | منچستر یونایتد         | کینگ‌پاور      | ۲۶ ژوئیه | ۱۶:۰۰ |
| منچستر سیتی     | ۵ - ۰ | نوریچ سیتی             | اتحاد         | ۲۶ ژوئیه | ۱۶:۰۰ |
| نیوکاسل یونایتد | ۱ - ۳ | لیورپول                | سنت جیمز پارک | ۲۶ ژوئیه | ۱۶:۰۰ |
| ساوت‌همپتون      | ۳ - ۱ | شفیلد یونایتد          | سنت مریز      | ۲۶ ژوئیه | ۱۶:۰۰ |
| وستهام یونایتد  | ۱ - ۱ | استون ویلا             | المپیک لندن   | ۲۶ ژوئیه | ۱۶:۰۰ |

## آمار فصل

### گلزنی

#### گلزنان برتر
| رتبه | نام بازیکن          | باشگاه         | تعداد گل | پاس گل | م.گ  | د.گ | بازی | دقایق بازی |
| ---- | ------------------- | -------------- | -------- | ------ | ---- | --- | ---- | ---------- |
| ۱    | جیمی واردی          | لسترسیتی       | ۲۳       | ۵      | ۰/۶۶ | ۱۳۲ | ۳۵   | ۳۰۳۴       |
| ۲    | پیر امریک اوبامیانگ | آرسنال         | ۲۲       | ۳      | ۰/۶۱ | ۱۴۳ | ۳۶   | ۳۱۳۸       |
| ۲    | دنی اینگز           | ساوت‌همپتون     | ۲۲       | ۲      | ۰/۵۸ | ۱۲۸ | ۳۸   | ۲۸۱۲       |
| ۴    | رحیم استرلینگ       | منچسترسیتی     | ۲۰       | ۱      | ۰/۶۱ | ۱۳۳ | ۳۳   | ۲۶۶۰       |
| ۵    | محمد صلاح           | لیورپول        | ۱۹       | ۱۰     | ۰/۵۶ | ۱۵۲ | ۳۴   | ۲۸۸۴       |
| ۶    | هری کین             | تاتنهام هاتسپر | ۱۸       | ۲      | ۰/۶۲ | ۱۴۴ | ۲۹   | ۲۵۸۹       |
| ۶    | سادیو مانه          | لیورپول        | ۱۸       | ۷      | ۰/۵۱ | ۱۵۳ | ۳۵   | ۲۷۵۳       |
| ۸    | آنتونی مارسیال      | منچستریونایتد  | ۱۷       | ۶      | ۰/۵۲ | ۱۵۵ | ۳۲   | ۲۶۳۸       |
| ۸    | رائول خیمنز         | ولورهمپتون     | ۱۷       | ۶      | ۰/۴۵ | ۱۹۱ | ۳۸   | ۳۲۴۴       |
| ۸    | مارکوس رشفورد       | منچستریونایتد  | ۱۷       | ۷      | ۰/۵۵ | ۱۵۶ | ۳۱   | ۲۶۵۳       |

#### هت-تریک‌ها
( راهنما: خ=خانه ، م=تیم مهمان)
| بازیکن          | گل‌ها                 | باشگاه         | نتیجه   | مقابل         | هفته | تاریخ           |
| --------------- | -------------------- | -------------- | ------- | ------------- | ---- | --------------- |
| رحیم استرلینگ   | ۲۵'، ۳۵'، ۷۵'        | منچسترسیتی     | ۵–۰ (م) | وستهام        | ۱    | ۱۰ اوت ۲۰۱۹     |
| تمو پوکی        | ۳۲'، ۶۳'، ۷۵'        | نوریچ سیتی     | ۳–۱ (خ) | نیوکاسل       | ۲    | ۱۷ اوت ۲۰۱۹     |
| تمی آبراهام     | ۳۴'، ۴۱'، ۵۵'        | چلسی           | ۵–۲ (م) | ولورهمپتون    | ۵    | ۱۴ سپتامبر ۲۰۱۹ |
| برناردو سیلوا   | ۱۵'، ۴۸'، ۶۰'        | منچسترسیتی     | ۸–۰ (خ) | واتفورد       | ۶    | ۲۱ سپتامبر ۲۰۱۹ |
| آیوزه پرز       | ۱۹'، ۳۹'، ۵۷'        | لسترسیتی       | ۹–۰ (م) | ساوت‌همپتون    | ۱۰   | ۲۵ اکتبر ۲۰۱۹   |
| جیمی واردی      | ۴۸'، ۵۸'، '۹۰+۴      | لسترسیتی       | ۹–۰ (م) | ساوت‌همپتون    | ۱۰   | ۲۵ اکتبر ۲۰۱۹   |
| کریستین پولیسیک | ۲۱'، ۴۵'، ۵۶'        | چلسی           | ۴–۲ (م) | برنلی         | ۱۰   | ۲۶ اکتبر ۲۰۱۹   |
| سرخیو آگوئرو    | ۲۸'، ۵۷'، ۸۱'        | منچسترسیتی     | ۶–۱ (م) | استون ویلا    | ۲۲   | ۱۲ ژانویه ۲۰۲۰  |
| آنتونی مارسیال  | ۷'، ۴۴'، ۷۴'         | منچستر یونایتد | ۳–۰ (خ) | شفیلد یونایتد | ۳۱   | ۲۴ ژوئن ۲۰۲۰    |
| میکائیل انتونیو | ۱۱'، ۴۵+۱'، ۵۴'، ۷۴' | وستهام         | ۴–۰ (م) | نوریچ سیتی    | ۳۵   | ۱۱ ژوئیه ۲۰۲۰   |
| رحیم استرلینگ   | ۲۱'، ۵۳'، ۸۱'        | منچسترسیتی     | ۵–۰ (م) | برایتون       | ۳۵   | ۱۱ ژوئیه ۲۰۲۰   |

#### گل‌به‌خودی‌ها
| تاریخ      | بازیکن              | دقیقه         | میزبان                 | نتیجه | مهمان                  | هفته    |
| ---------- | ------------------- | ------------- | ---------------------- | ----- | ---------------------- | ------- |
| ۹/۸/۲۰۱۹   | گرنت هانلی          | '۷ ، ۱ - ۰    | لیورپول                | ۴ – ۱ | نوریچ سیتی             | هفته ۱  |
| ۱۰/۸/۲۰۱۹  | عبدولای دوکوره      | '۲۸ ، ۰ - ۱   | واتفورد                | ۰ – ۳ | برایتون اند هوو آلبیون | هفته ۱  |
| ۳۱/۸/۲۰۱۹  | کریس وود            | '۳۳ ، ۰ - ۱   | برنلی                  | ۰ – ۳ | لیورپول                | هفته ۴  |
| ۳۱/۸/۲۰۱۹  | کورت زوما           | '۸۹ ، ۲ - ۲   | چلسی                   | ۲ – ۲ | شفیلد یونایتد          | هفته ۴  |
| ۱۴/۹/۲۰۱۹  | پاتریک فن آنهولت    | '۲۱ ، ۲ - ۰   | تاتنهام هاتسپر         | ۴ – ۰ | کریستال پالاس          | هفته ۵  |
| ۱۴/۹/۲۰۱۹  | تمی آبراهام         | '۶۹ ، ۱ - ۴   | ولورهمپتون واندررز     | ۲ – ۵ | چلسی                   | هفته ۵  |
| ۲۱/۹/۲۰۱۹  | یری مینا            | '۴۰ ، ۰ - ۱   | اورتون                 | ۰ – ۲ | شفیلد یونایتد          | هفته ۶  |
| ۲۲/۹/۲۰۱۹  | لئاندر دندونکر      | '۴۶ ، ۱ - ۰   | کریستال پالاس          | ۱ – ۱ | ولورهمپتون واندررز     | هفته ۶  |
| ۲۸/۹/۲۰۱۹  | داریل یانمات        | '۶۱ ، ۲ - ۰   | ولورهمپتون واندررز     | ۲ – ۰ | واتفورد                | هفته ۷  |
| ۲۹/۹/۲۰۱۹  | پل دامت             | '۵۷ ، ۳ - ۰   | لستر سیتی              | ۵ – ۰ | نیوکاسل یونایتد        | هفته ۷  |
| ۲۶/۱۰/۲۰۱۹ | آدام وبستر          | '۲۰ ، ۱ - ۱   | برایتون اند هوو آلبیون | ۳ – ۲ | اورتون                 | هفته ۱۰ |
| ۲۶/۱۰/۲۰۱۹ | لوکا دینیه          | '۹۰+۴ ، ۳ - ۲ | برایتون اند هوو لبیون  | ۳ – ۲ | اورتون                 | هفته ۱۰ |
| ۹/۱۱/۲۰۱۹  | روبرتو خیمنز        | '۵۴ ، ۳ - ۰   | برنلی                  | ۳ – ۰ | وستهام یونایتد         | هفته۱۲  |
| ۱/۱۲/۲۰۱۹  | تام هیتون           | '۴۲ ، ۱ - ۱   | منچستر یونایتد         | ۲ – ۲ | استون ویلا             | هفته۱۴  |
| ۱۴/۱۲/۲۰۱۹ | تیم کرول            | '۳۸ ، ۱ - ۱   | لستر سیتی              | ۱ – ۱ | نوریچ سیتی             | هفته۱۷  |
| ۱۵/۱۲/۲۰۱۹ | ویکتور لیندلوف      | '۳۶ ، ۰ - ۱   | منچستر یونایتد         | ۱ – ۱ | اورتون                 | هفته۱۷  |
| ۲۸/۱۲/۲۰۱۹ | سرژ اوریه           | '۶۱ ، ۲ - ۱   | نوریچ سیتی             | ۲ – ۲ | تاتنهام هاتسپر         | هفته۲۰  |
| ۱۸/۱/۲۰۲۰  | فرناندینیو          | '۹۰ ، ۲ - ۲   | منچستر سیتی            | ۲ – ۲ | کریستال پالاس          | هفته۲۳  |
| ۲۱/۱/۲۰۲۰  | پاسکال گروس         | '۴۱ ، ۲ - ۰   | بورنموث                | ۳ – ۱ | برایتون اند هوو آلبیون | هفته۲۴  |
| ۱/۲/۲۰۲۰   | ویسنته گوآیتا       | '۵۸ ، ۰ - ۱   | کریستال پالاس          | ۰ – ۱ | شفیلد یونایتد          | هفته۲۵  |
| ۱/۲/۲۰۲۰   | آنجلو اوگبونا       | '۴۷ ، ۲ - ۱   | وستهام یونایتد         | ۳ – ۳ | برایتون اند هوو آلبیون | هفته۲۵  |
| ۸/۲/۲۰۲۰   | آدریان ماریاپا      | '۷۸ ، ۱ - ۱   | برایتون اند هوو آلبیون | ۱ – ۱ | واتفورد                | هفته۲۶  |
| ۱۶/۲/۲۰۲۰  | توبی الدرویرلد      | '۹ ، ۱ - ۰    | استون ویلا             | ۲ – ۳ | تاتنهام هاتسپر         | هفته۲۶  |
| ۲۲/۲/۲۰۲۰  | آنتونیو رودیگر      | '۸۹ ، ۲ - ۱   | چلسی                   | ۲ – ۱ | تاتنهام هاتسپر         | هفته۲۷  |
| ۲۳/۶/۲۰۲۰  | توماس سوسک          | '۶۴ ،۱ - ۰    | تاتنهام هاتسپر         | ۲ – ۰ | وستهام یونایتد         | هفته۳۱  |
| ۲۸/۶/۲۰۲۰  | یان بدنارک          | '۷۹ ، ۱ - ۲   | واتفورد                | ۱ – ۳ | ساوت‌همپتون             | هفته۳۲  |
| ۲/۷/۲۰۲۰   | الکس اکسلید-چمبرلین | '۶۶ ، ۴ - ۰   | منچستر سیتی            | ۴ – ۰ | لیورپول                | هفته۳۲  |
| ۶/۷/۲۰۲۰   | مایکل کین           | '۲۴ ، ۱ - ۰   | تاتنهام هاتسپر         | ۱ – ۰ | اورتون                 | هفته ۳۳ |
| ۸/۷/۲۰۲۰   | فدریکو فرناندز      | '۵۸ ، ۳ - ۰   | منچستر سیتی            | ۵ – ۰ | نیوکاسل یونایتد        | هفته ۳۴ |
| ۱۸/۷/۲۰۲۰  | بن گادفری           | '۸۰ ، ۰ - ۲   | نوریچ سیتی             | ۰ – ۲ | برنلی                  | هفته ۳۷ |
| ۱۹/۷/۲۰۲۰  | جیمز جاستین         | '۶ ، ۱ - ۰    | تاتنهام هاتسپر         | ۳ – ۰ | لستر سیتی              | هفته ۳۷ |

### بهترین پاسورها
| رتبه | بازیکن               | باشگاه     | پاس گل | بازی | دقایق بازی | م.پاس | دقیقه.پاس |
| ---- | -------------------- | ---------- | ------ | ---- | ---------- | ----- | --------- |
| ۱    | کوین دی بروینه       | منچسترسیتی | ۲۰     | ۳۵   | ۲۷۹۸       | ۰/۵۷  | ۱۴۰       |
| ۲    | ترنت الکساندر-آرنولد | لیورپول    | ۱۳     | ۳۸   | ۳۱۷۶       | ۰/۳۴  | ۲۴۴       |
| ۳    | اندرو رابرتسون       | لیورپول    | ۱۲     | ۳۶   | ۳۱۱۳       | ۰/۳۱  | ۲۸۳       |
| ۴    | محمد صلاح            | لیورپول    | ۱۰     | ۳۴   | ۲۸۸۴       | ۰/۲۹  | ۲۸۸       |
| ۴    | داوید سیلوا          | منچسترسیتی | ۱۰     | ۲۷   | ۱۸۳۲       | ۰/۳۷  | ۱۸۳       |
| ۴    | سون هیونگ-مین        | تاتنهام    | ۱۰     | ۳۰   | ۲۴۸۶       | ۰/۳۳  | ۲۴۹       |
| ۷    | ریاض محرز            | منچسترسیتی | ۹      | ۳۳   | ۱۹۴۰       | ۰/۲۷  | ۲۱۶       |
| ۷    | آداما ترائوره        | ولورهمپتون | ۹      | ۳۷   | ۲۶۰۶       | ۰/۲۴  | ۲۹۰       |
| ۹    | هاروی بارنز          | لستر سیتی  | ۸      | ۳۶   | ۲۰۹۰       | ۰/۲۲  | ۲۶۱       |
| ۹    | روبرتو فیرمینو       | لیورپول    | ۸      | ۳۸   | ۳۰۰۱       | ۰/۱۸  | ۴۲۹       |

### کلین شیت
| بازیکن          | باشگاه          | کلین-شیت | بازی | %کلین-شیت | گ.خ. | م.گ.خ. | دفع | %دفع  |
| --------------- | --------------- | -------- | ---- | --------- | ---- | ------ | --- | ----- |
| ادرسون مورائس   | منچستر سیتی     | ۱۶       | ۳۵   | ۴۵٫۷٪     | ۲۸   | ۰٫۸    | ۶۸  | ۷۰٫۸٪ |
| نیک پوپ         | برنلی           | ۱۵       | ۳۸   | ۳۹٫۵٪     | ۵۰   | ۱٫۳۱۶  | ۱۲۰ | ۷۰٫۶٪ |
| داوید د خیا     | منچستر یونایتد  | ۱۳       | ۳۸   | ۳۴٫۲٪     | ۳۶   | ۰٫۹۴۷  | ۹۶  | ۷۲٫۷٪ |
| روی پاتریسیو    | ولورهمپتون      | ۱۳       | ۳۸   | ۳۴٫۲٪     | ۴۰   | ۱٫۰۵۳  | ۹۱  | ۶۹٫۵٪ |
| دین هندرسون     | شفیلد یونایتد   | ۱۳       | ۳۶   | ۳۶٫۱٪     | ۳۳   | ۰٫۹۱۷  | ۹۷  | ۷۴٫۶٪ |
| الیسون بکر      | لیورپول         | ۱۳       | ۲۹   | ۴۴٫۸٪     | ۲۳   | ۰٫۷۹۳  | ۵۸  | ۷۱٫۶٪ |
| کاسپر اشمایکل   | لستر سیتی       | ۱۳       | ۳۸   | ۳۴٫۲٪     | ۴۱   | ۱٫۰۷۹  | ۹۶  | ۷۰٫۱٪ |
| مارتین دوبراوکا | نیوکاسل یونایتد | ۱۱       | ۳۸   | ۲۸٫۹٪     | ۵۸   | ۱٫۵۲۶  | ۱۴۰ | ۷۰٫۷٪ |
| ویسنته گوآیتا   | کریستال پالاس   | ۱۰       | ۳۵   | ۲۸٫۶٪     | ۴۲   | ۱٫۲    | ۱۱۰ | ۷۲٫۴٪ |
| بن فاستر        | واتفورد         | ۹        | ۳۸   | ۲۳٫۷٪     | ۶۴   | ۱٫۶۸۴  | ۱۱۷ | ۶۴٫۶٪ |
| جردن پیکفورد    | اورتون          | ۹        | ۳۸   | ۲۳٫۷٪     | ۵۶   | ۱٫۴۷۴  | ۹۴  | ۶۲٫۷٪ |
| متیو رایان      | برایتون         | ۹        | ۳۸   | ۲۳٫۷٪     | ۵۴   | ۱٫۴۲۱  | ۱۱۷ | ۶۸٫۴٪ |

### انضباط
| انضباط فردی       | بازیکن                          | تعداد | منبع    | انضباط تیمی       | باشگاه | تعداد | منبع    |
| ----------------- | ------------------------------- | ----- | ------- | ----------------- | ------ | ----- | ------- |
| بیشترین کارت زرد  | لوکا میلیوویویچ (کریستال پالاس) | ۱۲    | [ ۱۶۱ ] | بیشترین کارت زرد  | آرسنال | ۸۶    | [ ۱۶۲ ] |
| بیشترین کارت قرمز | کریستین کاباسله (واتفورد)       | ۲     | [ ۱۶۳ ] | بیشترین کارت زرد  | آرسنال | ۸۶    | [ ۱۶۲ ] |
| بیشترین کارت قرمز | فرناندینیو (منچستر سیتی)        | ۲     | [ ۱۶۳ ] | بیشترین کارت قرمز | آرسنال | ۵     | [ ۱۶۴ ] |
| بیشترین کارت قرمز | داوید لوییس (آرسنال)            | ۲     | [ ۱۶۳ ] | بیشترین کارت قرمز | آرسنال | ۵     | [ ۱۶۴ ] |

## جوایز

### جوایز ماهانه
| ماه     | مربی ماه            | مربی ماه   | بازیکن ماه           | بازیکن ماه     | گل ماه         | گل ماه          | منابع                   |
| ماه     | نام مربی            | باشگاه     | نام بازیکن           | باشگاه         | نام بازیکن     | باشگاه          | منابع                   |
| ------- | ------------------- | ---------- | -------------------- | -------------- | -------------- | --------------- | ----------------------- |
| اوت     | یورگن کلوپ          | لیورپول    | تمو پوکی             | نوریچ سیتی     | هاروی بارنز    | لستر سیتی       | [ ۱۶۵ ] [ ۱۶۶ ] [ ۱۶۷ ] |
| سپتامبر | یورگن کلوپ          | لیورپول    | پیر امریک اوبامیانگ  | آرسنال         | موسی جنپو      | ساوت‌همپتون      | [ ۱۶۸ ] [ ۱۶۹ ] [ ۱۷۰ ] |
| اکتبر   | فرانک لمپارد        | چلسی       | جیمی واردی           | لستر سیتی      | متی لانگستف    | نیوکاسل یونایتد | [ ۱۷۱ ] [ ۱۷۲ ] [ ۱۷۳ ] |
| نوامبر  | یورگن کلوپ          | لیورپول    | سادیو مانه           | لیورپول        | کوین دی بروینه | منچسترسیتی      | [ ۱۷۴ ] [ ۱۷۵ ] [ ۱۷۶ ] |
| دسامبر  | یورگن کلوپ          | لیورپول    | ترنت الکساندر-آرنولد | لیورپول        | سون هیونگ-مین  | تاتنهام هاتسپر  | [ ۱۷۷ ] [ ۱۷۸ ] [ ۱۷۹ ] |
| ژانویه  | یورگن کلوپ          | لیورپول    | سرخیو آگوئرو         | منچستر سیتی    | علیرضا جهانبخش | برایتون         | [ ۱۸۰ ] [ ۱۸۱ ] [ ۱۸۲ ] |
| فوریه   | شان دایچ            | برنلی      | برونو فرناندز        | منچستر یونایتد | ماتی ویدرا     | برنلی           | [ ۱۸۳ ] [ ۱۸۴ ] [ ۱۸۵ ] |
| ژوئن    | نونو اسپیریتو سانتو | ولورهمپتون | برونو فرناندز        | منچستر یونایتد | برونو فرناندز  | منچستر یونایتد  | [ ۱۸۶ ] [ ۱۸۷ ] [ ۱۸۸ ] |

### جوایز سالیانه
| جایزه                                      | برنده                | باشگاه         |
| ------------------------------------------ | -------------------- | -------------- |
| مربی فصل لیگ برتر انگلستان                 | یورگن کلوپ           | لیورپول        |
| بازیکن فصل لیگ برتر انگلستان               | کوین دی بروینه       | منچسترسیتی     |
| بازیکن سال اتحادیه بازیکنان حرفه‌ای         | کوین دی بروینه       | منچسترسیتی     |
| بازیکن جوان فصل لیگ برتر                   | ترنت الکساندر-آرنولد | لیورپول        |
| بازیکن جوان سال اتحادیه بازیکنان حرفه‌ای    | ترنت الکساندر-آرنولد | لیورپول        |
| گل فصل لیگ برتر انگلستان                   | سون هیونگ-مین        | تاتنهام هاتسپر |
| بازیکن سال انجمن نویسندگان فوتبال انگلستان | جوردن هندرسون        | لیورپول        |
| بهترین بازیکن از نگاه هواداران             | سادیو مانه           | لیورپول        |

### تیم سال اتحادیه فوتبالیست‌های حرفه‌ای
| تیم سال PFA    | تیم سال PFA                    | تیم سال PFA                    | تیم سال PFA                    | تیم سال PFA               | تیم سال PFA                  | تیم سال PFA                  | تیم سال PFA                  | تیم سال PFA                  | تیم سال PFA                  | تیم سال PFA                  | تیم سال PFA                  | تیم سال PFA                  |
| -------------- | ------------------------------ | ------------------------------ | ------------------------------ | ------------------------- | ---------------------------- | ---------------------------- | ---------------------------- | ---------------------------- | ---------------------------- | ---------------------------- | ---------------------------- | ---------------------------- |
| دروازه‌بان      | نیک پوپ (برنلی)                | نیک پوپ (برنلی)                | نیک پوپ (برنلی)                | نیک پوپ (برنلی)           | نیک پوپ (برنلی)              | نیک پوپ (برنلی)              | نیک پوپ (برنلی)              | نیک پوپ (برنلی)              | نیک پوپ (برنلی)              | نیک پوپ (برنلی)              | نیک پوپ (برنلی)              | نیک پوپ (برنلی)              |
| مدافعان        | ترنت الکساندر-آرنولد (لیورپول) | ترنت الکساندر-آرنولد (لیورپول) | ترنت الکساندر-آرنولد (لیورپول) | ویرجیل فن دایک (لیورپول)  | ویرجیل فن دایک (لیورپول)     | ویرجیل فن دایک (لیورپول)     | چالار سویونجو (لسترسیتی)     | چالار سویونجو (لسترسیتی)     | چالار سویونجو (لسترسیتی)     | اندرو رابرتسون (لیورپول)     | اندرو رابرتسون (لیورپول)     | اندرو رابرتسون (لیورپول)     |
| بازیکنان میانی | داوید سیلوا (منچستر سیتی)      | داوید سیلوا (منچستر سیتی)      | داوید سیلوا (منچستر سیتی)      | داوید سیلوا (منچستر سیتی) | جوردن هندرسون (لیورپول)      | جوردن هندرسون (لیورپول)      | جوردن هندرسون (لیورپول)      | جوردن هندرسون (لیورپول)      | کوین دی بروینه (منچستر سیتی) | کوین دی بروینه (منچستر سیتی) | کوین دی بروینه (منچستر سیتی) | کوین دی بروینه (منچستر سیتی) |
| مهاجمان        | جیمی واردی (لسترسیتی)          | جیمی واردی (لسترسیتی)          | جیمی واردی (لسترسیتی)          | جیمی واردی (لسترسیتی)     | پیر امریک اوبامیانگ (آرسنال) | پیر امریک اوبامیانگ (آرسنال) | پیر امریک اوبامیانگ (آرسنال) | پیر امریک اوبامیانگ (آرسنال) | سادیو مانه (لیورپول)         | سادیو مانه (لیورپول)         | سادیو مانه (لیورپول)         | سادیو مانه (لیورپول)         |

## نقل و انتقالات

### گرانترین نقل و انتقالات تابستانی
| بازیکن          | باشگاه مقصد                   | باشگاه مبدا                      | قیمت (€)   | منبع    |
| --------------- | ----------------------------- | -------------------------------- | ---------- | ------- |
| هری مگوایر      | باشگاه فوتبال منچستر یونایتد  | باشگاه فوتبال لستر سیتی          | ۸۸٫۰۰۰٫۰۰۰ | [ ۱۹۶ ] |
| نیکولا پپه      | باشگاه فوتبال آرسنال          | باشگاه فوتبال لیل                | ۸۰٫۰۰۰٫۰۰۰ | [ ۱۹۷ ] |
| رودریگو         | باشگاه فوتبال منچستر سیتی     | باشگاه فوتبال اتلتیکو مادرید     | ۷۰٫۰۰۰٫۰۰۰ | [ ۱۹۸ ] |
| ژوآو کانسلو     | باشگاه فوتبال منچستر سیتی     | باشگاه فوتبال یوونتوس            | ۶۵٫۰۰۰٫۰۰۰ | [ ۱۹۹ ] |
| تانگی اندومبله  | باشگاه فوتبال تاتنهام هاتسپر  | باشگاه فوتبال المپیک لیون        | ۶۰٫۰۰۰٫۰۰۰ | [ ۲۰۰ ] |
| ارون وان-بیساکا | باشگاه فوتبال منچستر یونایتد  | باشگاه فوتبال کریستال پالاس      | ۵۵٫۰۰۰٫۰۰۰ | [ ۲۰۱ ] |
| یوری تیلمانس    | باشگاه فوتبال لستر سیتی       | باشگاه فوتبال موناکو             | ۴۵٫۰۰۰٫۰۰۰ | [ ۲۰۲ ] |
| ماتئو کواچیچ    | باشگاه فوتبال چلسی            | باشگاه فوتبال رئال مادرید        | ۴۵٫۰۰۰٫۰۰۰ | [ ۲۰۳ ] |
| جوئلینتون       | باشگاه فوتبال نیوکاسل یونایتد | باشگاه فوتبال هوفنهایم           | ۴۴٫۰۰۰٫۰۰۰ | [ ۲۰۴ ] |
| سباستین آلر     | باشگاه فوتبال وستهام یونایتد  | باشگاه فوتبال آینتراخت فرانکفورت | ۴۰٫۰۰۰٫۰۰۰ | [ ۲۰۵ ] |

### گرانترین نقل و انتقالات زمستانی
| بازیکن          | باشگاه مقصد                          | باشگاه مبدا                    | قیمت (€)   | منبع    |
| --------------- | ------------------------------------ | ------------------------------ | ---------- | ------- |
| برونو فرناندز   | باشگاه فوتبال منچستر یونایتد         | باشگاه فوتبال اسپورتینگ پرتغال | ۵۵٫۰۰۰٫۰۰۰ | [ ۲۰۶ ] |
| استیون برخواین  | باشگاه فوتبال تاتنهام هاتسپر         | باشگاه فوتبال پی‌اس‌وی آیندهوون  | ۳۰٫۰۰۰٫۰۰۰ | [ ۲۰۷ ] |
| ساندر برگی      | باشگاه فوتبال شفیلد یونایتد          | باشگاه فوتبال خنک              | ۲۱٫۵۰۰٫۰۰۰ | [ ۲۰۸ ] |
| جارود باون      | باشگاه فوتبال وستهام یونایتد         | باشگاه فوتبال هال سیتی         | ۲۱٫۳۰۰٫۰۰۰ | [ ۲۰۹ ] |
| دانیل پودنس     | باشگاه فوتبال ولورهمپتون واندررز     | باشگاه فوتبال المپیاکوس        | ۱۹٫۶۰۰٫۰۰۰ | [ ۲۱۰ ] |
| امبوانا ساماتا  | باشگاه فوتبال استون ویلا             | باشگاه فوتبال خنک              | ۱۰٫۵۰۰٫۰۰۰ | [ ۲۱۱ ] |
| جاش برونهیل     | باشگاه فوتبال برنلی                  | باشگاه فوتبال بریستول سیتی     | ۱۰٫۰۰۰٫۰۰۰ | [ ۲۱۲ ] |
| تاکومی مینامینو | باشگاه فوتبال لیورپول                | باشگاه فوتبال ردبول زالتسبورگ  | ۸٫۵۰۰٫۰۰۰  | [ ۲۱۳ ] |
| ایگناسیو پوستو  | باشگاه فوتبال واتفورد                | باشگاه فوتبال اودینزه          | ۸٫۰۰۰٫۰۰۰  | [ ۲۱۴ ] |
| آرون موی        | باشگاه فوتبال برایتون اند هوو آلبیون | باشگاه فوتبال هادرزفیلد تاون   | ۶٫۰۰۰٫۰۰۰  | [ ۲۱۵ ] |

## ترکیب تیم قهرمان
طبق قوانین لیگ برتر، اگر بازیکن حداقل ۵ بازی در لیگ برتر برای باشگاه اصلی انجام دهد، یک مدال قهرمانی رسمی دریافت می‌کند. از این رو، فقط بازیکنان زیر قهرمان لیگ برتر در فصل ۲۰۱۹/۲۰ به حساب می‌آیند. تعداد بازی‌ها و گل‌های زده شده در پرانتز آورده شده‌است. (گل‌ها/بازی‌ها)
| ۱. | باشگاه فوتبال لیورپول | ترکیب اصلی                                                                     |
|    | - دروازه‌بان‌ها: آدریان (۱۱/۰)؛ آلیسون (۲۹/۰) - مدافعان: ترنت الکساندر-آرنولد (۳۸/۴)؛ ویرجیل فن دایک (۳۸/۵)؛ جو گومز (۲۸/۰)؛ دیان لوورن (۱۰/۰)؛ ژوئل متیپ (۹/۱)؛ اندرو رابرتسون (۳۶/۲)؛ نکو ویلیامز (۶/۰) - بازیکنان میانی: فابینیو (۲۸/۲)؛ جوردن هندرسون (۳۰/۴)؛ کورتیس جونز (۶/۱)؛ نبی کیتا (۱۸/۲)؛ آدام لالانا (۱۵/۱)؛ جیمز میلنر (۲۲/۲)؛ الکس اکسلید-چمبرلین (۳۰/۴)؛ جورجینیو واینالدوم (۳۷/۴) - مهاجمان: روبرتو فیرمینو (۳۸/۹)؛ سادیو مانه (۳۵/۱۸)؛ تاکومی مینامینو (۱۰/۰)؛ دیووک اوریگی (۲۸/۴)؛ محمد صلاح (۳۴/۱۹)؛ جردان شقیری (۷/۱) - سرمربی: یورگن کلوپ | آلیسون گومز فن‌دایک رابرتسون آرنولد فابینیو واینالدوم هندرسون مانه صلاح فیرمینو |

## یادداشت
1. 1 2  مسابقاتی که پس از لغو تعلیق فصل برگزار شد در نظر گرفته نشده‌است، زیرا پس از از سرگیری رقابت‌ها، به دلیل رعایت بهداشت عمومی تنها ۳۰۰ نفر حق حضور در ورزشگاه‌ها را داشتند.

1. ↑  تا ۱۳ ژوئن ۲۰۲۰ حامی اصلی پیراهن بورنموث M88 بود، تا اینکه Vitality اسپانسر اصلی بقیه فصل شد.
2. ↑  حامی اصلی پیراهن چلسی یوکوهاما تایرز تا ۱ ژوئیه ۲۰۲۰ بود، و پس از آن Three قبل از آغاز فصل ۲۰۲۱-۲۰۲۰ حامی اصلی مالی شد.
3. ↑  آرسنال به عنوان قهرمان جام حذفی ۲۰–۲۰۱۹ به مرحله گروهی لیگ اروپا راه یافت.
4. ↑  از آنجا که منچسترسیتی به عنوان قهرمان جام اتحادیه ۲۰–۲۰۱۹، با قرار گرفتن در رده دوم لیگ سهمیه حضور در مرحله گروهی لیگ قهرمانان اروپا را کسب کرده بود، سهمیه‌ای که به قهرمان جام اتحادیه (حضور در دور دوم مرحله مقدماتی لیگ اروپا) اختصاص داشت، به  تیم رتبه ششم اهدا شد.